# 鲍里斯·约翰逊
亚历山大·鲍里斯·德费弗尔·约翰逊（1964年6月19日—），英国保守黨籍政治人物，曾任英國首相及保守黨黨魁，也是一位通俗史学家和文學作家，早年任職傳播媒體界，計有報社記者、雜誌編輯、電視節目策劃等。強森曾於2001年至2008年期間在亨利選區擔任過國會議員，及於2008年至2016年期間擔任過大倫敦市長，自2015年起獲選為堊橋及南雷士廉選區的國會議員，並在2016年7月至2018年7月期間任職過文翠珊內閣中的外交及聯邦事務大臣，後於2019年7月下旬接替德蕾莎·梅伊出任英國首相及保守黨領袖。其政見主張奉進步的一国保守主义為基調。
強森出生於美國紐約，父母均為英國人，父系帶有土耳其裔血統，幼年家境寬裕，曾於布魯塞爾歐洲學校、阿什當宅第及伊頓公學就讀，後考入牛津大學貝利奧爾學院修讀古典學，1986年當選牛津聯盟主席。青年時期的強森先後任職《泰晤士報》及《每日电讯报》兩家報社，在《每日電訊報》撰稿時經常起筆有關歐洲懷疑主義論述的文章，後於1999年至2005年期間在《旁觀者》雜誌擔任主編，且於1998年至2005年期間兼任BBC1電視節目策劃。加入保守黨後，強森於2001年在亨利選區當選國會議員，並參加迈克尔·霍华德和大衛·卡麥隆兩位保守黨領袖的影子內閣，其自身的政治立場與大部分與保守黨相同。由於強森時常在電視上露面，還呈現一頭金色亂髮的樣子令人印象深刻，並持續發表內容尖銳的聲明與撰寫書籍和專欄，這讓他迅速成為英國最受矚目的政治人物之一。
強森於2008年大倫敦市長選舉中擊敗工黨籍的時任市長肯尼斯·李文斯頓當選大倫敦市長，而辭去國會議員職務。他在首個任期內實行禁止在公共交通工具內飲酒、支持金融業發展和建設公共交通設施（包括：新倫敦巴士、桑坦德自行車和泰晤士河纜車）。2012年5月，強森於2012年大伦敦市长選舉中再度擊敗肯尼斯·李文斯頓連任大倫敦市長，並於第二個任期內成功舉辦倫敦奧運，他亦在2015年英國大選中當選為堊橋及南雷士廉選區的國會議員。2016年5月，強森卸任大倫敦市長後，在隨後脫歐公投裡和同黨籍的時任英國首相大衛·卡麥隆等留歐派人士立場相左，支持脫離歐洲聯盟，進而成為英國政壇中脫歐派領導人物之一，最終6月23日舉行的公投由脫歐陣營獲得勝利，使大衛·卡麥隆為負起政治責任而辭去擔任六年多的首相職務。
2016年7月至2018年7月，強森在繼任大衛·卡麥隆為英國首相的德蕾莎·梅伊之內閣中出任外交及聯邦事務大臣。2019年5月，德蕾莎·梅伊宣布辭任英國首相後，作為國會後座議員的強森參加保守黨內繼任黨領袖及首相的競爭，與同為挑戰者之一的時任外相杰里米·亨特擊敗黨內眾多對手，進入決選投票的階段，根據7月23日的開票結果，強森所獲票數力壓杰里米·亨特取得勝利，當選新一任保守黨領袖，並於7月24日起正式接任首相及大英國協輪值主席職務，成為英王伊麗莎白二世在位時期第十四位英國首相。同年12月12日，強森帶領保守黨在大選中贏取國會過半席次，成功續任首相且得以組建多數政府，本次大選亦使保守黨創下繼1987年大選以來在國會斬獲最多席次的歷史新紀錄。2022年7月7日在新闻发布会上宣布将辞去英国首相一职，但会暂时留任擔任看守首相直至保守党选出接替者。
2023年6月9日，強森宣佈辭去議員職務，認為下議院特權委員會的焦點是「不管事實如何，都要判我有罪」，稱他看到的報告草案「充滿了不準確之處和偏見」，並稱委員會決心將他趕出議會。該委員會調查強森是否於派對門事件中誤導下議院。
2025年8月4日至5日，強森應「財團法人兩岸交流遠景基金會」邀請訪問臺灣，出席「凱達格蘭論壇：2025印太安全對話」並發表專題演說。期間晉見中華民國總統賴清德，並拜會前總統蔡英文，以及接受外交部部長林佳龍款宴。
強森於英國是一名備受爭議的政治人物。其支持者指稱他性格幽默，能吸引非傳統的保守黨選民的支持，如工人階級出身的選民和非保守黨的疑歐派選民。但他亦同時被批評奉行菁英主義、排外、任人唯親、懒惰和不誠實，也遭指控曾多次發表涉及種族主義和性別歧視的言論。

## 早年

### 童年（1964年—1977年）
1964年6月19日约翰逊出生於美國紐約市上东城的威爾康奈爾醫療中心，他的出生是在美国有关部门和英国驻纽约总领事馆登记过的，所以他持有英、美双重国籍。他的父亲时年24岁的斯坦利·约翰逊当时正在哥伦比亚大学读经济学，斯坦利的祖父是有切尔克斯和土耳其血统的奥斯曼土耳其内政大臣阿里·凯末尔，他的其他祖先有英国人和法国人，其中包括英国国王乔治二世。斯坦利与鲍里斯的母亲夏洛特·约翰逊·沃尔（娘家姓福西特）于1963年結婚，之前他们迁居美国；夏洛特为来自自由知识分子家庭的艺术家。她是立陶宛猶太人美国古文书学家伊莱亚斯·埃弗里·洛和翻译家海伦·特蕾茜·洛-波特的孙女。关于自己不同的祖先，约翰逊描述自己是“熔炉式的人”——穆斯林、犹太人和基督徒祖父母们血统的组合。鲍里斯 (名字)被其父母以他们在墨西哥见到的一位俄罗斯流亡分子的名字命名。:10-12、19-25:1-13:44
约翰逊出生后随父母住在切尔西旅馆对面的公寓中，不久就前往加拿大和新英格兰旅行。1964年9月，回到英國，其母在牛津大学学习。1965年其母在牛津的夏镇生下了女儿蕾切尔。1965年7月，全家搬到伦敦北部的克劳克·恩德；1966年2月，其父斯坦利获得了在世界银行的工作而举家移居华盛顿。第三个孩子利奥生于1967年，其母夏洛特也因一幅画作而小有名气。斯坦利又因工作调动在当年6月将全家搬到康涅狄格州诺沃克。:12-16:2-14:44

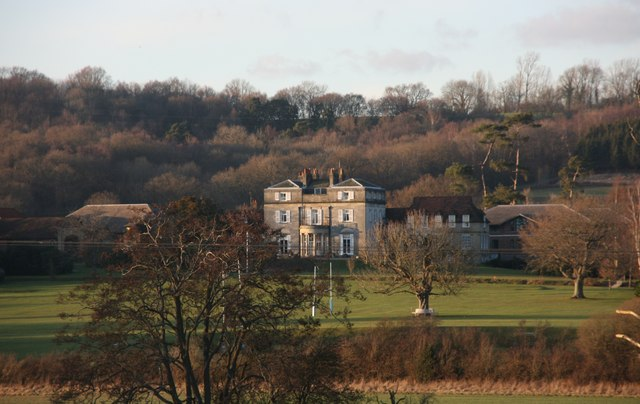
约翰逊就读过的阿什顿-霍斯学校

在1969年夏天，这个家庭回到英国，定居萨默塞特郡温斯福德附近的埃克斯穆尔约翰逊家族农场。在那里，约翰逊第一次狩猎狐狸，从此成为他毕生的爱好。斯坦利经常离开埃克斯穆尔，约翰逊在她母亲和寄住在家的互惠生的帮助下大大提高了学识。孩提时，约翰逊很安静、知识面广，虽然他患有严重的耳聋，不得不借助助听设备如鼓室导管。约翰逊和妹妹弟弟很小时就被鼓励参与高层次社会活动和挑战一些高难度的事，约翰逊最早的志願是成为“世界之王”。除了兄弟姐妹之外他没有别的朋友，兄弟姐妹之间变得非常亲密。1969年全家搬到北伦敦麦达维尔，因为斯坦利成为伦敦政治经济学院的博士后。1970年，夏洛特和孩子们回到了埃克斯穆尔小住，约翰逊在那里的温斯福德学校上学，后再返伦敦定居在樱草山，约翰逊又转学至樱草山小学。1971年底，四弟约·约翰逊诞生。:13-31:11-26:44-45
斯坦利进入欧盟委员会工作后，1973年4月，全家迁至布鲁塞尔郊区的于克勒定居，约翰逊得以学会流利法语。夏洛特患神经衰弱，并因抑郁症住院。1975年，约翰逊和他的兄弟姐妹被送往东萨塞克斯郡的阿什顿-霍斯预备寄宿学校。在那里约翰逊迷上英式橄榄球，并取得出色的拉丁语、古希腊语成绩。他对教师体罚学生感到震惊。斯坦利和夏洛特的关系在1978年12月破裂，1980年两人离婚。夏洛特搬进诺丁山的一所公寓，约翰逊及弟妹们花了大量的时间在那里陪伴她。:31-42:26-35:44-45

### 伊顿和牛津（1977年—1987年）
1977年秋天，约翰逊以国王奖学金入读伯克郡的伊顿公学。中學期間，约翰逊开始使用中间名“鲍里斯”而不是“亚历山大”作为自己的名字，并后来才知道那时同学们管他叫“怪人”。约翰逊年輕時於牛津大學貝利奧爾學院學習西洋古典學，並積極參與學生活動。他也放弃了母亲信仰的天主教，成为英国国教教徒。虽然学校报告说他游手好闲、自满和迟到，但他还是把自己变成校内知名人物。他的朋友大多来自富裕的上层中产阶级，最好的朋友是后来成为商人的大流士·古比和戴安娜王妃的弟弟、后来的第九代史賓賽伯爵查爾斯·史賓賽，成年后依然交好。约翰逊的英语和古典学成绩优异，常年拿奖学金，他还是学校辩论社的秘书，后来成为校报《伊顿公学纪事报》的编辑。1981年加入伊顿俱乐部，在伊顿毕业后，约翰逊在澳大利亚游学一年，在精英阶层的独立寄宿学校吉朗语法学校教授英语和拉丁语。:42-59:41-44、51-52:44

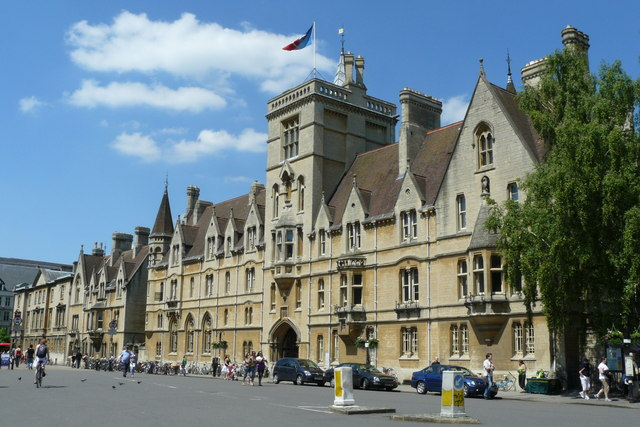
约翰逊讀古典学的牛津大學貝利奧爾學院。

约翰逊在牛津大學貝利奧爾學院拿到奖学金，读了四年古典学。1983年秋到校报到，作为牛津大学的一代日后将主宰英国政坛和媒体界的本科生中的一员，他的同学有戴维·卡梅伦、乔治·奥斯本、威廉·黑格、迈克尔·戈夫、杰里米·亨特和尼克·博尔斯。他与伊顿的校友代表貝利奧爾學院在大学里打橄榄球，还加入著名的布灵顿俱乐部。约翰逊与据称是同年级最漂亮的女生、贵族出身的阿萊格拉·莫斯廷－歐文（Allegra Mostyn-Owen）成為情侶，仍在大学时已經订婚:57-62、72-78:56-66、76-83:45。
约翰逊成为牛津大学里受欢迎的知名公众人物。与大流士·古比共同编辑校内讽刺杂志《支流》。1984年，约翰逊当选为学生辩论社牛津联盟的秘书，后竞选辩论社主席，失利。1986年约翰逊在本科生、后来的美国政治顾问弗兰克·伦茨的帮助下再次竞选主席；竞选运动侧重于从其上层支持者出发建立自己的人格魅力，淡化他与保守党的关系，以博得中间派社会民主党和自由党青年团体的支持。伦茨后来指称，约翰逊在竞选期间表示自己是社民党的支持者，但约翰逊声称没有这方面的回忆。约翰逊最终如愿以偿，虽然他的主席任期并不特别突出或令人难忘，且其能力和严肃性受到质疑。约翰逊专业从事古典文学和古典哲学的研究，以二等文学士学位从貝利奧爾學院毕业，由于不是一等学位，他以此为耻。:68-92:60-74、84

## 早期事业

### 《泰晤士报》和《每日电讯报》（1987年—1994年）
1987年9月，约翰逊与阿萊格拉·莫斯廷－歐文在什罗普郡的西费尔顿结婚，这个婚礼特别委托德国作曲家汉斯·维尔纳·亨策作小提琴独奏。新婚夫妇去埃及度蜜月，回国后定居于伦敦西肯辛顿。约翰逊在管理咨询公司L.E.K. Consulting从事咨询工作，结果发现工作无聊，一个星期后辞职。通过家族关系，1987年底，他成为《泰晤士报》的实习记者，师从一名正式记者。当约翰逊为报纸撰写一篇关于爱德华二世时期宫殿的考古发现的文章时，丑闻爆发了。他引用了一段自己编造的话作为权威来源，而谎称是自己的教父、历史学家科林·卢卡斯写的。《泰晤士报》主编查尔斯·威尔逊了解到这一情况后，解雇约翰逊:92-102:85-96:46。
约翰逊通过自己牛津辩论社主席的人脉给《每日电讯报》主编马克斯·黑斯廷斯写求职信，最终获得录用。其文章的读者是保守、中产阶级、中年的“中英格兰”人，并以独特的文风而闻名，充满古老的单词和短语，时常称其读者为“我的朋友”。1989年春天，约翰逊被报社派往布鲁塞尔报道欧盟委员会。作为时任欧盟委员会主席雅克·德洛尔的批评者，他以布鲁塞尔少见的欧洲怀疑主义记者而出名。布鲁塞尔的许多记者同行批评他的文章，认为他经常不诚实，抹黑欧盟委员会，《卫报》的约翰·帕尔默说，“作为记者，他完全不负责任地虚构故事。”:102-127:97-101
约翰逊的传记作家安德鲁·金森认为，这些文章是约翰逊“欧洲怀疑主义最著名的名片”。根据传记作家索尼娅·普内尔的观点，他帮助欧洲怀疑主义成为“右派有吸引力和能引发情感共鸣的因素”，而以前这些只与英国左派有关联。约翰逊的文章使他成为时任首相撒切尔夫人最喜欢的记者，尽管撒切尔的继任者约翰·梅杰反感约翰逊，还花了很多时间试图反驳他的观点。约翰逊的文章加剧保守党内亲欧派和疑欧派之间的紧张关系，这种紧张关系被广泛视为保守党在1997年英国大选失败的一个原因，使许多保守党党员不信任约翰逊，对20世纪90年代初右翼英国独立党出现产生关键影响:115-124:102-104。
1990年2月，约翰逊的妻子阿萊格拉离开他回到伦敦。尝试了几次不成功的调和后，他们于1993年4月离婚。与其童年的朋友、律师瑪麗娜·惠勒恋爱，后者于1990年搬到布鲁塞尔。1993年他们在苏塞克斯郡的霍舍姆结婚，并在不久后生下了一女。约翰逊和他的新妻子定居在以左派自由主义知识分子而闻名的伊斯灵顿。在这种环境和妻子的影响下，约翰逊对气候变化、LGBT权利和种族关系等问题的态度更自由化。在伊斯灵顿，这对夫妇育有三个子女，孩子们都以“约翰逊-惠勒”—父母两人姓氏的组合—为姓，他们被送到当地的卡农贝里(Canonbury)小学和私立中学受教育。约翰逊为孩子们投入了很多时间，并撰写了一本诗集，《固执父母的风险：一个警示故事》，这本书出版后反响不佳:129-153:107-125。

#### 政治专栏作家（1994年—1999年）
回到伦敦后，约翰逊申请成为战地记者，而主编拒绝這個要求，并提拔他担任助理主编兼首席政治专栏作家。约翰逊的专栏因意识形态的折中主义和独特的文风而广受赞誉，并获得广播节目《报章摘要》年度评论员奖。他也被指责为偏执；2002年在其《每日电讯报》专栏中，约翰逊建议伊丽莎白二世女王必须爱上在英联邦国家巡游因为她会受到“欢呼者挥舞着旗帜的黑人小孩”欢迎，而在刚果，托尼·布莱尔会遇到“西瓜微笑”，并拥护在乌干达的欧洲殖民主义，还把一名同性恋男子称为“穿紧身短背心(tank-topped)的兄弟”。:139-140、161-171:124-125

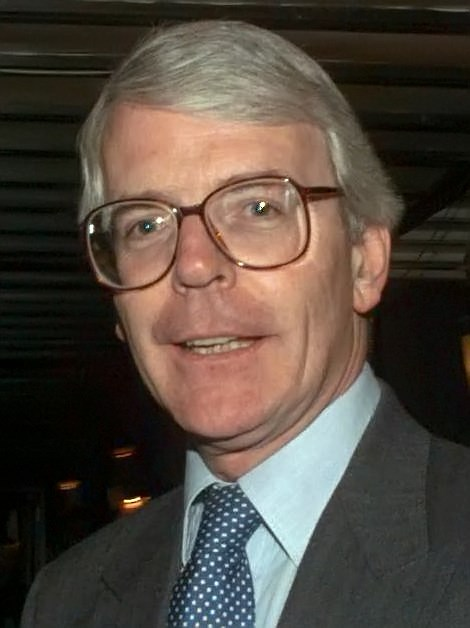
保守党政府的首相约翰·梅杰不喜欢约翰逊并否决了约翰逊作为保守党候选人的资格

1993年约翰逊流露出从政的愿望，希望作为保守党候选人参加1994年的欧洲议会选举。尽管时任首相梅杰考虑否决约翰逊的候选人资格，党鞭安德鲁·米切尔（后在卡梅伦内阁任党鞭长）劝梅杰别那样做。但约翰逊最终没有参加选举，因为他找不到一个选区，于是他转而寻求在英国下议院获得自己的选区。在又一次遭拒绝后，他被保守党派往威尔士的工党安全席位南克卢伊德参选。经过六个星期的竞选活动后，他在1997年的大选中获得了9091票，以23％得票率输给工党候选人。:162-165、185-186:125:46
1995年6月，约翰逊与他的朋友大流士·古比在1990年的通话被曝光。通话中古比说自己正在私自调查《世界新闻报》记者斯图尔特·科利尔（Stuart Collier），希望从约翰逊处得知科利尔的住址，让这个记者挨一顿打。约翰逊同意了，但是担心会牵连到自己。丑闻曝光后，约翰逊坚持说他最终没有把信息提供给古比；约翰逊的主编黑斯廷斯谴责约翰逊的行为，但没有解雇他:173-176:117-123。
约翰逊得到《每日电讯报》的姐妹报《旁观者》的一个常规专栏，发表一些思想混杂甚至互相冲突的文章。1999年他在男性时尚杂志《智族》上写新车专栏。因为约翰逊为了测试新车常常得到大量违章停车的罚单，他的编辑对此感到恼火；由于约翰逊在《每日电讯报》和《旁观者》的两个专栏经常不能按时交稿，其同事常被迫熬夜等他交稿；同事们说，如果报刊不等约翰逊交稿而照常刊印的话，约翰逊就会非常愤怒并咒骂他们。:168-181:177-178
1998年4月，约翰逊登上电视节目《我有新闻告诉你》崭露头角；他塑造的一位装模作样的上流人物获得很大成功，后来作为客串主持人被再次邀请参加节目。之后，他被公众熟识，开始在其他电视节目上露面，如《英国疯狂汽车秀》、《帕金森》、《弗罗斯特早餐时间》和《问题时间》。}:176-178:127-130

### 《旁观者报》和亨利选区国会议员（1999年—2008年）

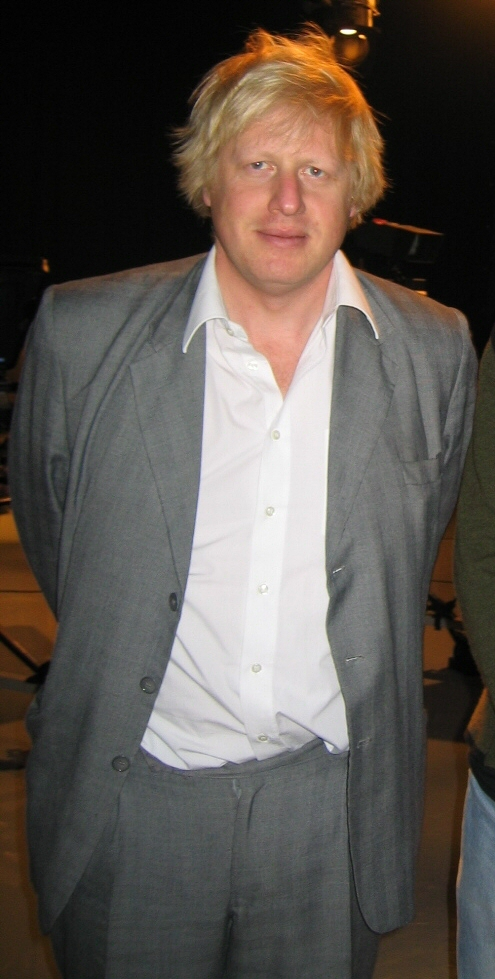
2007年的约翰逊

1999年7月，当时《每日电讯报》和《旁观者》的老板康拉德·布莱克向约翰逊提供了后者的主编职位，条件是约翰逊放弃从政的愿望；他同意了。他网罗一批旧交来周刊工作，在保持周刊传统的右倾前提下吸纳左派作家和漫画家。在约翰逊的主持下，订阅量增长10％，达到62000份，并开始盈利。他的主编任期也受到批评；一些人认为，在他的领导下，读者不能关注严肃的议题，同事们则恼火于他经常不在岗，错过会议和活动。由于他在杂志上作出的不正确的政治预言，其政治判断力的名声被严重打击。由于允许作家塔基·西奥多拉托帕罗斯在杂志上发表种族歧视和反犹太言论，他广受批评，批评者中甚至包括他的岳父、BBC记者查尔斯·惠勒。:188-204:131
在前副首相迈克尔·赫塞尔廷退休，其选区亨利的议员空缺出来，约翰逊决定争取成为该选区的保守党候选人，这是位于牛津郡的保守党安全席位。当地的保守党协会发生分裂，一些人发现他有趣和迷人，而其他人批评他对严肃的事情轻率态度和对当地知识的贫乏。最终他被选中。在2001年大选中，约翰逊作为选区的保守党候选人，在高电视曝光度的帮助下，赢得8500张多数票。 他在选区里购买了新的房产，还经常参加亨利的社交活动，并偶尔为当地报纸《亨利标准报》写专栏。约翰逊的选区活动很成功，他参加当地为保留医院和救护车的运动，还支持当地的酿酒厂商Brakspear Brewery:209-221、238-240:141。
当选议员后，他违背对老板布莱克的承诺，提出辞去《旁观者》的主编职位。虽然约翰逊称为“不可持续的兼职”，但布莱克没有解雇他，认为他是“有能力的主编”、“帮助促进杂志和提高其发行量”。进入国会后，约翰逊被任命参加评估《犯罪所得的法案》的常设委员会，他错过许多会议。尽管他作为公共演讲者甚有声名，但在下议院的发言却被广泛认为死气沉沉和缺乏激情，约翰逊后来承认那些演讲是“垃圾”。作为议员首个四年任期内，他参加下议院的一半以上的投票，而第二任期内已经下降到45％。大多数情况下，约翰逊支持保守党立场，在这段时间里只违背过党五次，当时他采取比党内主流更社会自由的态度；例如表决废除第28条，并支持2004年《性别承认法》。虽然他最初声称不会这样做。但投票支持政府计划加入美国2003年入侵伊拉克的行动，并于2003年4月访问巴格达。2004年8月，约翰逊似乎对他的决定感到遗憾，他支持对时任首相托尼·布莱尔在入侵伊拉克时发挥的作用进行调查的呼吁，2006年12月，他把入侵描述为“巨大的错误和不幸事件”。:149、189-190、225-233:265
他除了担任议员外，还继续任《旁观者》的主编，为《每日电讯报》和《智族》写专栏，参加电视剧的制作。他还出版《朋友、选民、国民：在树桩上的记事》一书，讲述他在2001年竞选活动的经验。2003年他又出版专栏合集《借给我你的耳朵》。在2004年，他发表第一部小说《七十二个处女：错误的喜剧》，这部书围绕着保守党的党内政治生活，也包含各种传记成分。有批评者认为他同时担任太多职位，约翰逊援引保守党政治家温斯顿·丘吉尔和本杰明·迪斯雷利的先例为自己辩护，他们都同时担任政治和写作职位。为了缓解压力，他参加慢跑和自行车运动，后来成为“也许是英国最著名自行车骑行者”。:226-251:143-145、176-192
2001年威廉·黑格辞任保守党领袖，约翰逊引导《旁观者》支持唯一的亲欧派候选人、前财政大臣肯尼斯·克拉克。约翰逊认为克拉克是唯一能带领保守党赢得大选的候选人，但最终伊恩·邓肯·史密斯当选。约翰逊与邓肯·史密斯关系紧张，《旁观者》对后者的领袖任期大力批评。邓肯·史密斯在2003年11月被罢免，迈克尔·霍华德取而代之；霍华德认为约翰逊是最受欢迎的保守党政客和民选官员，任命他为保守党副主席，负责监督党的竞选活动。在2004年5月的影子内阁改组中，霍华德又任命约翰逊兼任影子艺术副大臣一职。:223-243:46-47:150、178-179
2004年8月，约翰逊是支持对首相托尼·布莱尔开始执行弹劾程序的几个议员之一，这是对布莱尔在2003年入侵伊拉克的作用提出“重罪和不端行为”指控的运动，但是弹劾很快就失败。2004年10月，霍华德命令约翰逊前往利物浦，对记者西蒙·赫弗匿名撰写并发表在《旁观者》杂志上的一篇文章公开道歉；这篇文章说，希尔斯堡惨案对于利物浦人倾向于福利国家起到了推进作用。:251-252>:193-207:47
2004年11月，英国小报透露，自2000年以来，约翰逊一直与《旁观者》的专栏作家彼得罗纳·怀亚特暧昧关系，导致后者两次流产。约翰逊最初回应为“胡说八道”。在指控被证实之后，霍华德要求约翰逊辞去党副主席和影子艺术副大臣的职务，不是因为绯闻，而是因为他公开地撒谎。约翰逊拒绝辞职，霍华德直接开除了他。这件事被《旁观者》的戏剧评论家托比·扬和劳埃德·埃文斯（Lloyd Evans）改编为戏剧《谁是爸爸？》，2005年7月这部剧在伊斯灵顿的国王剧院首演，这部戏使约翰逊心烦意乱。2006年4月，“《世界新闻报》指控约翰逊与记者安娜·法扎克利（Anna Fazackerley）有婚外情，法扎克利和约翰逊都拒绝评论，虽然前者失业后，很快就被约翰逊雇用。同月，他还参加英国和德国的职业足球运动员和名人之间的慈善足球比赛，吸引更多公众注意，在那场比赛中他赢了德国前足球运动员毛里齐奥·高迪诺。2006年9月，他称去年的保守党领袖选举就像巴布亚新几内亚土著人的自相残杀，引来巴布亚新几内亚政府的批评。:257-281、296-300:162–173、209-166:47
2005年英国大选中，约翰逊连任亨利的国会议员，将他的多数优势增加到12793票。但保守党仍不敌工党，霍华德辞任保守党领袖，而约翰逊支持戴维·卡梅伦继任。卡梅伦成功当选后，因约翰逊在学生中的知名度而任命他为影子高等教育副大臣。约翰逊的主要兴趣在于减免大学学费，他支持工党政府提议的费用充值计划。2006年9月，他的形象被用在“鲍里斯需要你”和“我爱鲍里斯”的宣传材料中，以促进保守党在大学学生向导群体中的形象。:277-302:232-243:47

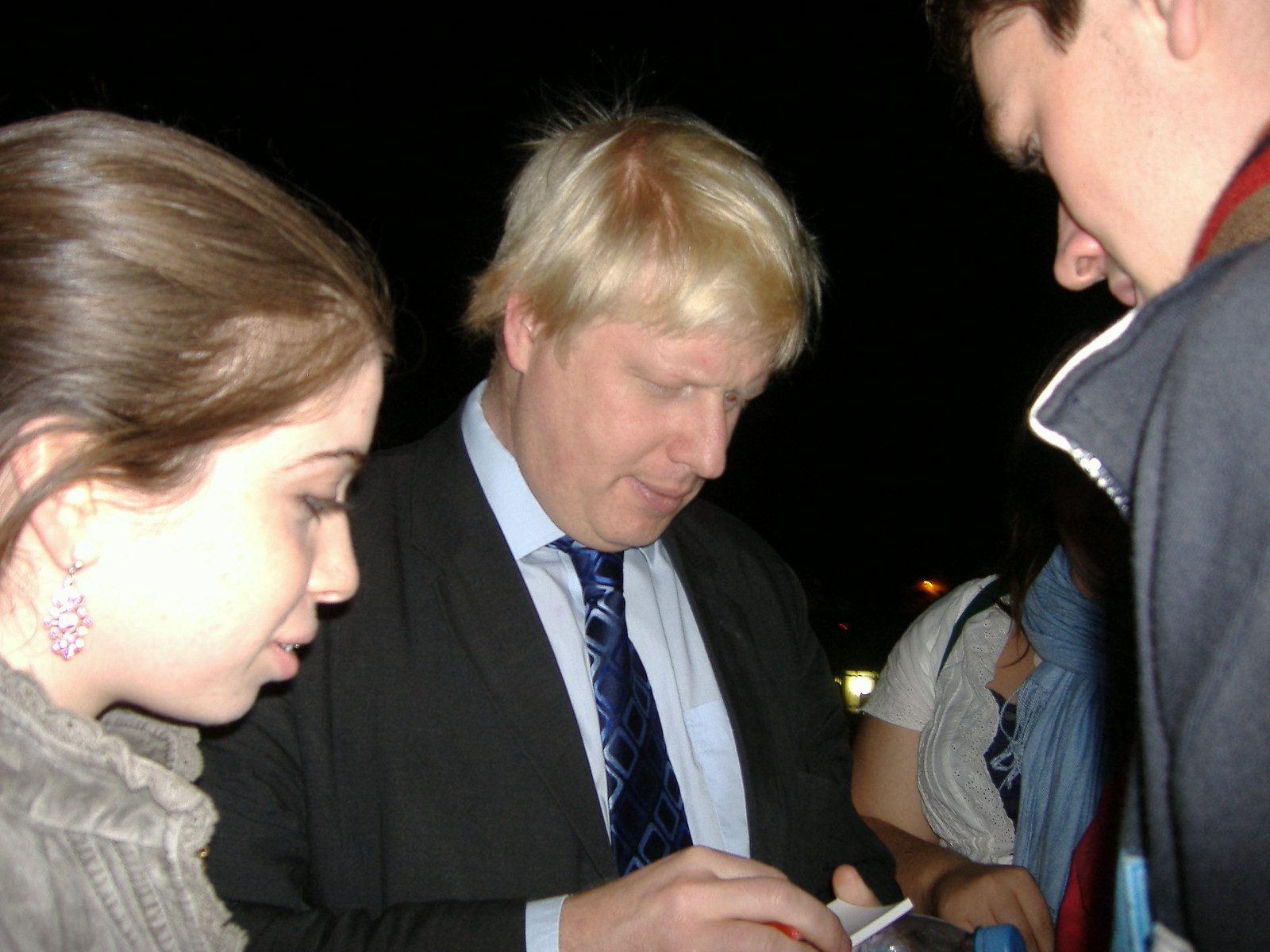
2006年，約翰遜擔任影子高等教育副大臣期間參觀諾汀罕大學。

2006年，约翰逊竞选爱丁堡大学校监，但他支持学费充值拖了后腿，最终以第三名败选，输给国会议员马克·巴拉德。:291–292:248
2005年《旁观者》的新首席执行官安德鲁·尼尔解雇约翰逊。随着收入减少，约翰逊说服《每日电讯报》将工资从20万英镑提高到25万英镑，平均每个专栏5000英镑，每篇专栏文章的写作大约花去一个半小时的时间。他策划了老虎声像出版公司的通俗歷史电视节目《罗马的梦想》；该节目在2006年1月播出，同名书在2月出版。通过他自己的制作公司，推出续集《罗马之后》，内容为早期伊斯兰历史。这些活动使他在2007年赚取54万英镑，成为英国国会收入第三高的议员。}:289-295:244-253
2007年11月希拉里·克林顿第一次总统竞选期间，约翰逊在为《每日电讯报》撰写的一篇文章中称之为“精神病院的虐待护士”。

## 大伦敦市长

### 2008年大伦敦市长选举
2007年3月，约翰逊被建议出马参选大伦敦市长。最初保守党内并不重视这个建议，而比较支持他的同学尼克·博尔斯。但博尔斯退出后，约翰逊获得党领袖卡梅伦和《标准晚报》的支持，7月正式宣布他的候选资格，并在9月份赢得党内初选，获得79％的选票。保守党雇用选举策略家林顿·克罗斯比负责约翰逊的竞选活动，竞选资金主要来自伦敦金融部门的私人捐助。约翰逊的政策主张集中于减少青少年犯罪、使公共交通更安全并用更新的双层新伦敦巴士更换铰接式公共汽车。他还着力加强亲保守党的外伦敦地区对自己的支持，而时任市长任内更倾向于内伦敦。他利用自己的人气，甚至是反对他政策的人，这些人和反对时任市长的人的共同态度是：“我投给鲍里斯，因为他是逗笑好玩的人。”:31、201-208、307-327、401:278-285:52-53、73

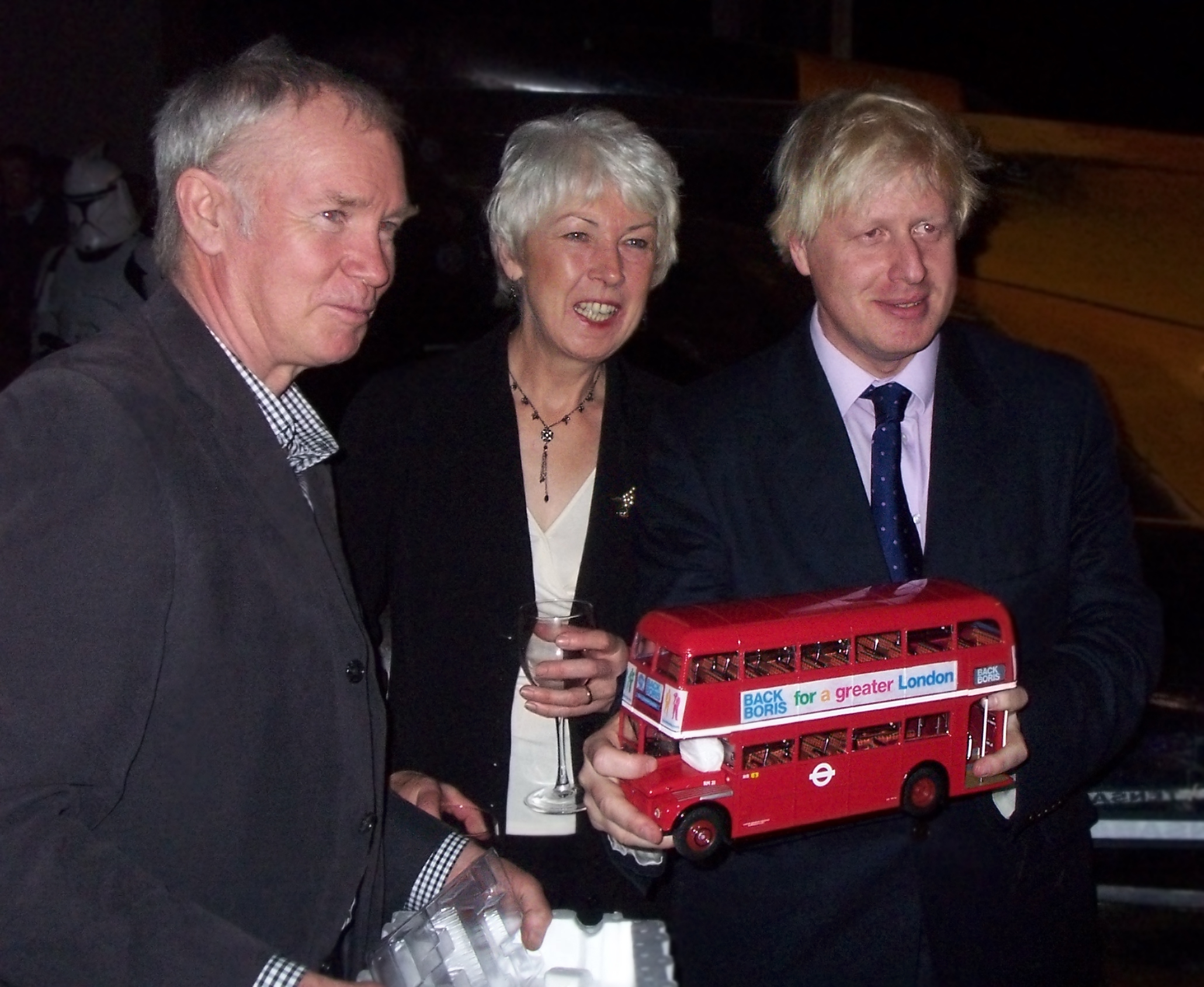
约翰逊承诺如果当选市长，他将用新伦敦巴士替换铰接式公共汽车

工党的时任市长肯·利文斯通认真对待约翰逊，认为他是“我将在我的政治生涯中面对的最强大的对手。”利文斯通的竞选运动描绘约翰逊是脱离现实的花花公子和有偏见的人，正如他在专栏中使用的种族主义和反同性恋语言所证明的那样；约翰逊则回应那些文字是结合当时的语境表达讽刺之意的。约翰逊坚持认为自己不是怪人，宣称“我绝对100％的反种族主义；我鄙视和反对种族主义”。公开强调他的土耳其血统，并违反保守党的政策，宣布他支持对非法移民的大赦。然而极右的英国国家党（BNP）敦促其支持者在第二轮投票时支持约翰逊，这使得指控更加猛烈；约翰逊回答说自己“完全和毫无保留地”谴责BNP。约翰逊承认自己在学校里时吸食过大麻和可卡因，这也引发了争议。:90、314-340:299:9、67-69、133-154
选举在2008年5月举行，大约45％的合格选民参加投票，第一轮投票中约翰逊获得43.2％的选票，利文斯顿得票37％；第二轮投票时，约翰逊以53.2％的得票率小胜利文斯通的46.8％。约翰逊受益于亲保守党的地区尤其是东部的贝克斯利区和东南的布罗姆利区的高投票率。约翰逊因此赢得全英国最大的直选职位。在他的胜利后，他赞扬利文斯顿是“非常优秀的公仆”，并补充说，他希望“发现一种市长可以因市民对伦敦纯澈的爱而更强大的方式。”他还宣布，因为获胜，自己将辞去国会议员，其选区的一些保守党员和选民则因他高升伦敦而放弃他们感到愤怒。:313、348-351:201-204

### 第一届市长任期（2008年—2012年）

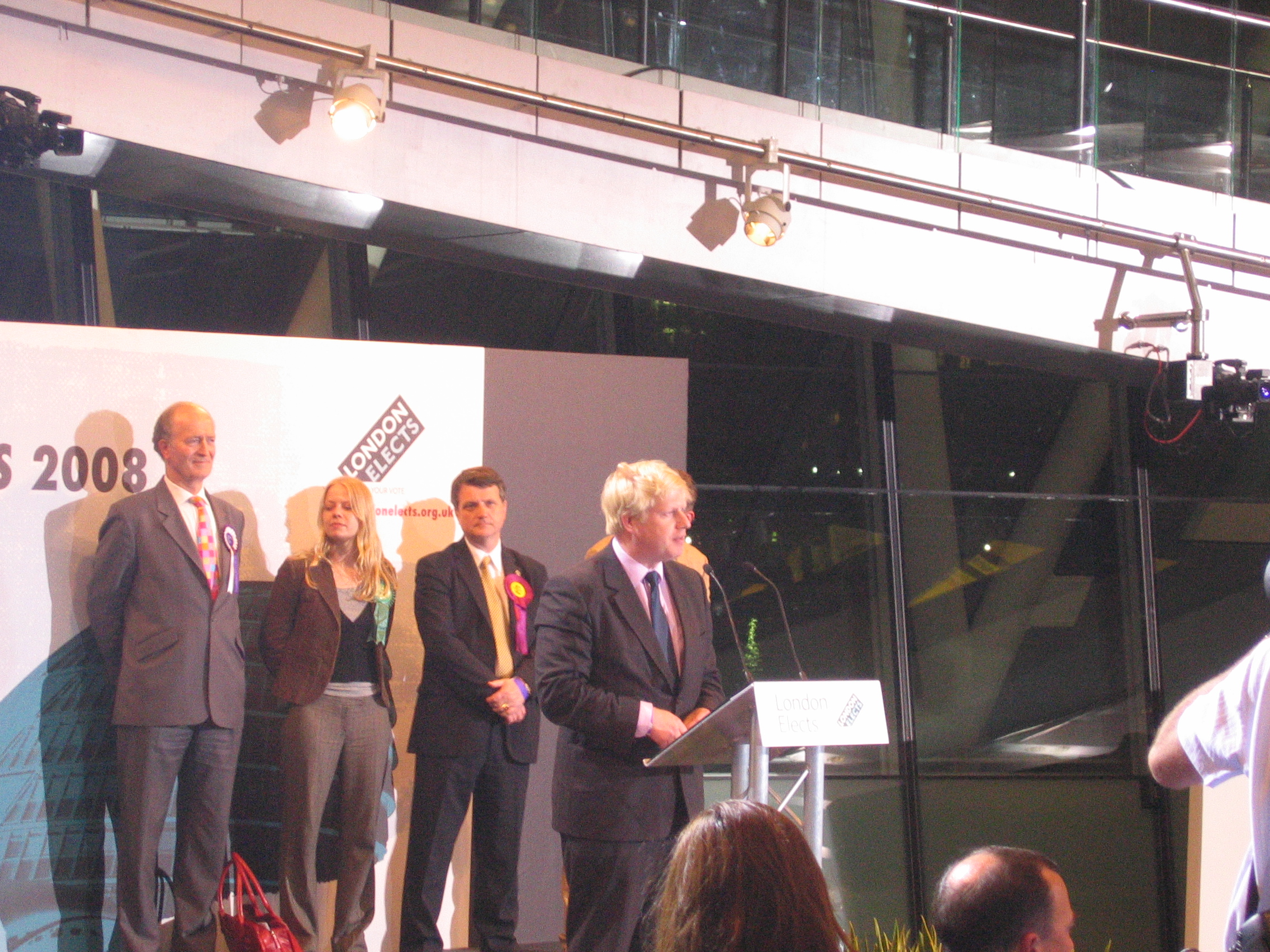
约翰逊胜选后在大伦敦市政厅发表胜利演说

上任后，约翰逊的第一次公务活动是出席锡克教徒在特拉法加广场举办的光明节庆祝活动。当月发布首个政策倡议：禁止在公共交通工具上饮酒。他在其执政的最初几个星期里受到批评，主要是因为他就职后首周就在两个官方会议迟到，并且三周后到土耳其度假。2008年8月，约翰逊到北京参加2008年夏季奥运会闭幕式，他的着装冒犯了东道主中国。约翰逊像前任市长利文斯通那样在接下来的六个月中建立自己的执政团队。那些市政厅中被认为与利文斯通政府联系过于紧密的人都被解雇。约翰逊任命企业家蒂姆·帕克担任第一副市长，但后来帕克开始在市政厅揽权，并坚持所有工作人员都要直接向他报告，约翰逊解雇他。由于这些问题，许多保守党人最初对约翰逊的市政厅避而远之，担心约翰逊的所作所为不利于保守党赢得2010年英国大选。:352-371:288-309:207
在市长竞选期间，约翰逊向自民党候选人布赖恩·帕迪克表示，他不确定如何依靠市长每年14万英镑的工资过活。为了解决这个问题，他同意在市长任内继续在《每日电讯报》专栏的笔耕，从而每年赚取25万英镑。他的团队认为这会引起争议，并承诺捐赠其《每日电讯报》薪酬的五分之一给慈善事业为学生提供助学金。约翰逊对此很恼怒，最终没有捐出那五分之一。当他做客BBC的《针锋相对》节目被问及《每日电讯报》薪酬时，争论爆发了；他把25万英镑称为“鸡饲料”而被广泛谴责，因为这大约是英国工人平均年工资的十倍。:360-363

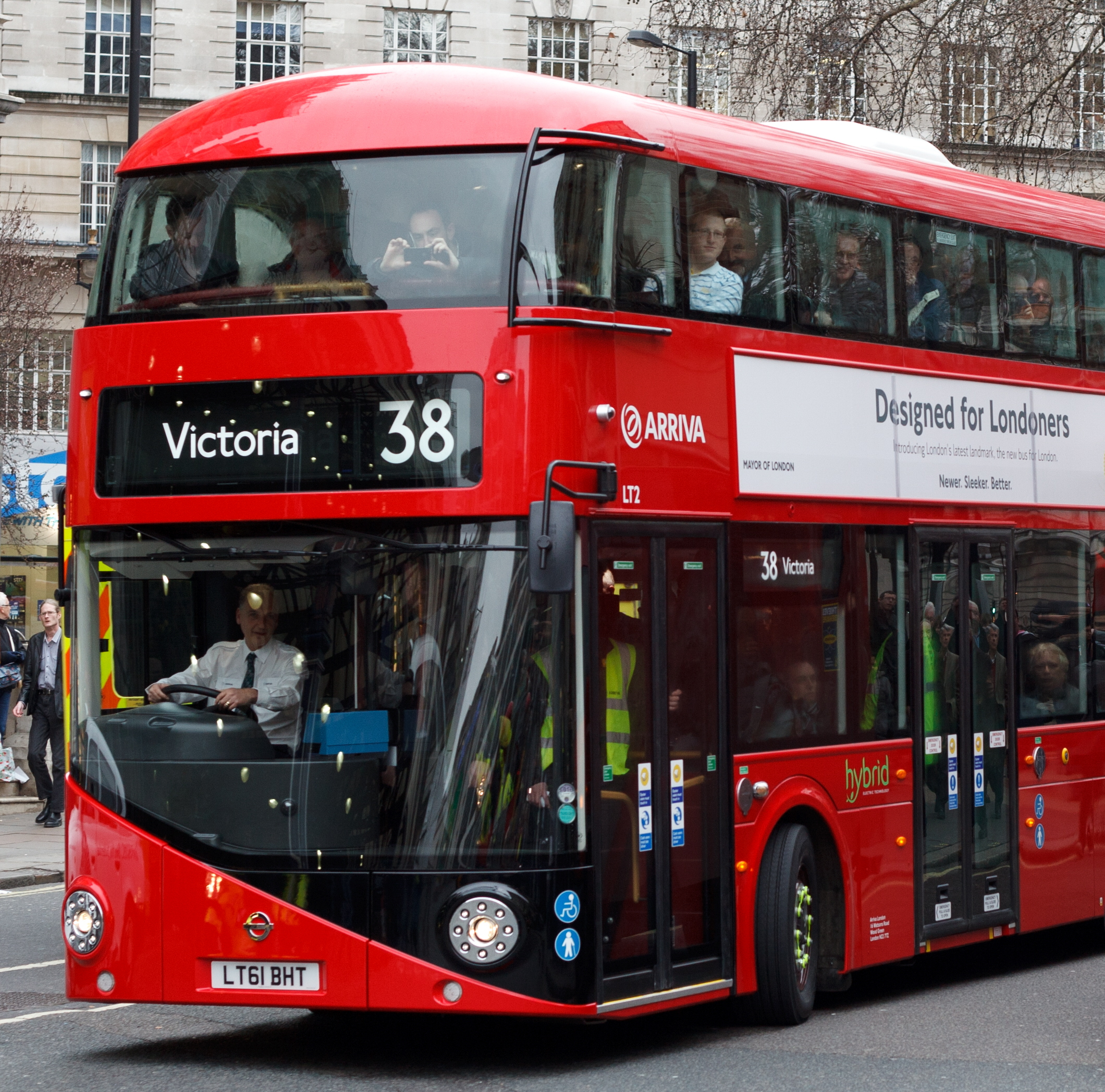
约翰逊推行的新伦敦巴士

总体上，约翰逊和利文斯通的施政内容无太大变化，然而他确实扭转了利文斯通政府实施的一系列措施，结束该市与委内瑞拉的石油交易，关闭公开发行的《伦敦人报》，并取消黑色出租车的半年检，虽然后者在三年后又被恢复。取消伦敦西部收拥堵费的区域，还取消对四轮驱动的机动车增收拥堵费的计划。他后来被指控没有出版关于大伦敦当局委托的空气污染的独立报告。这份报告后来于2013年发布，表明伦敦自2010年在433所小学所在的地区二氧化氮的水平超标。贫困地区，如纽汉、哈克尼和哈姆莱茨大楼，平均比較富裕的地区污染严重，每年有6000名伦敦人死于高于欧盟标准的二氧化氮引起的并发症。:373、391、443:211
他保留一些利文斯通的项目如橫貫鐵路和2012年伦敦奥运会，但被指责试图将之归功于己。他采用利文斯顿政府所制定的公共自行车计划；通称为“鲍里斯自行车”，部分通过私人融资系统融资1.4亿英镑资金造成了重大的经济损失，虽然它被证明很受欢迎。尽管约翰逊支持在伦敦骑自行车，他自己本身就是广为人知的自行车骑行者，他的政府被一些骑行者批评没有打造更安全的自行车骑行环境。根据其选举承诺，约翰逊委托开发在市中心运营的新伦敦巴士。他还命令建造连通格林威治半岛和皇家码头之间的泰晤士河缆车系统。在担任市长之初，约翰逊宣布计划将现付现收的蠔卡的适用范围扩展至伦敦的国家铁路服务，约翰逊选举宣言中的一个承诺是保留Tube售票处，反对利文斯通关闭多达40个伦敦地铁售票处的提议。2008年7月2日，市长办公室宣布关闭计划将被放弃，售票处将保持开放。2013年11月21日，伦敦交通局宣布所有伦敦地铁售票处将于2015年关闭。在资助这些项目时，约翰逊政府借贷1亿英镑，而公共交通票价则增加了50％。:390、414-437:307
5月4日约翰逊到任市长后，6日任命大伦敦议会保守党领袖理查德·巴恩斯为副市长，同时任命竞选团队主要成员、前伦敦治安负责人伊恩·克莱门特为政府关系副市长，大伦敦议会议员基特·马特豪斯为治安副市长，青年工作者雷·刘易斯为青年副市长，西蒙·弥尔顿爵士为政策和规划副市长兼市长幕僚长，还任命马尼拉·米萨为市长文化顾问，“政策交流”智库创始人、牛津同学尼克·博尔斯担任市长幕僚长，反对者质疑约翰逊对到任两个月就因财务不当行为和虚假声明而辞职的副市长雷·刘易斯的判断。

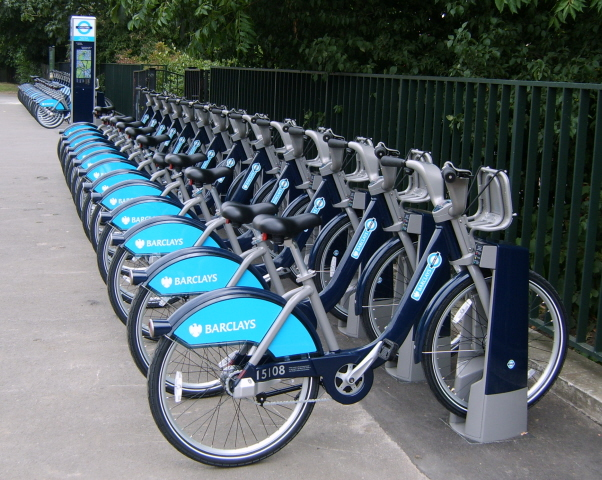
约翰逊实现利文斯通的公共自行车系统的想法；结果被称为“鲍里斯自行车”。

约翰逊的首个市长任期在某些问题上被认为偏左，例如通过支持伦敦最低生活工资和大赦非法移民的想法。他试图通过伦敦的同性恋骄傲游行和赞美少数民族报纸来安抚批评家不要说他是怪胎。2012年他禁止基督教团体Core Issues Trust在公交车上刊登“同性恋是病”的广告。2008年8月，约翰逊打破官方不对外国选举表态的传统，公开认可贝拉克·奥巴马当选为美国总统。:374-375
约翰逊自领首都警察監管局主席，并于2008年10月成功地迫使大伦敦警察局长伊恩·布莱尔辞职，后者因为据称将合同交给朋友和处理巴西公民琼·查尔斯·德梅内塞斯的死亡案而受到批评。这使约翰逊赢得保守党的尊重，他们把此事解释为约翰逊的第一个充满力量和自信的处置。虽然2010年1月他辞去首都警察監管局主席职务，在其市长任内，约翰逊高度支持大伦敦警察，特别是在围绕伊恩·汤姆林森死亡的争论中。伦敦的整体犯罪率下降，尽管约翰逊认为严重的青少年犯罪减少，但这种说法被证明是错的，因为它增加了。同样，他声称大伦敦警察队伍扩大的说法也不正确，因为该市的警察规模在其管理下减少，与英国其他地方一致。2011年英国骚乱发生时，约翰逊和家人正在加拿大不列颠哥伦比亚省度假，他没有立刻回伦敦，而是骚乱发生两天后才启程回国，他因此受到批评。在访问克拉珀姆的受害地时，他被围观的人讥讽嘲笑。:377-388、429-436:304、333-335

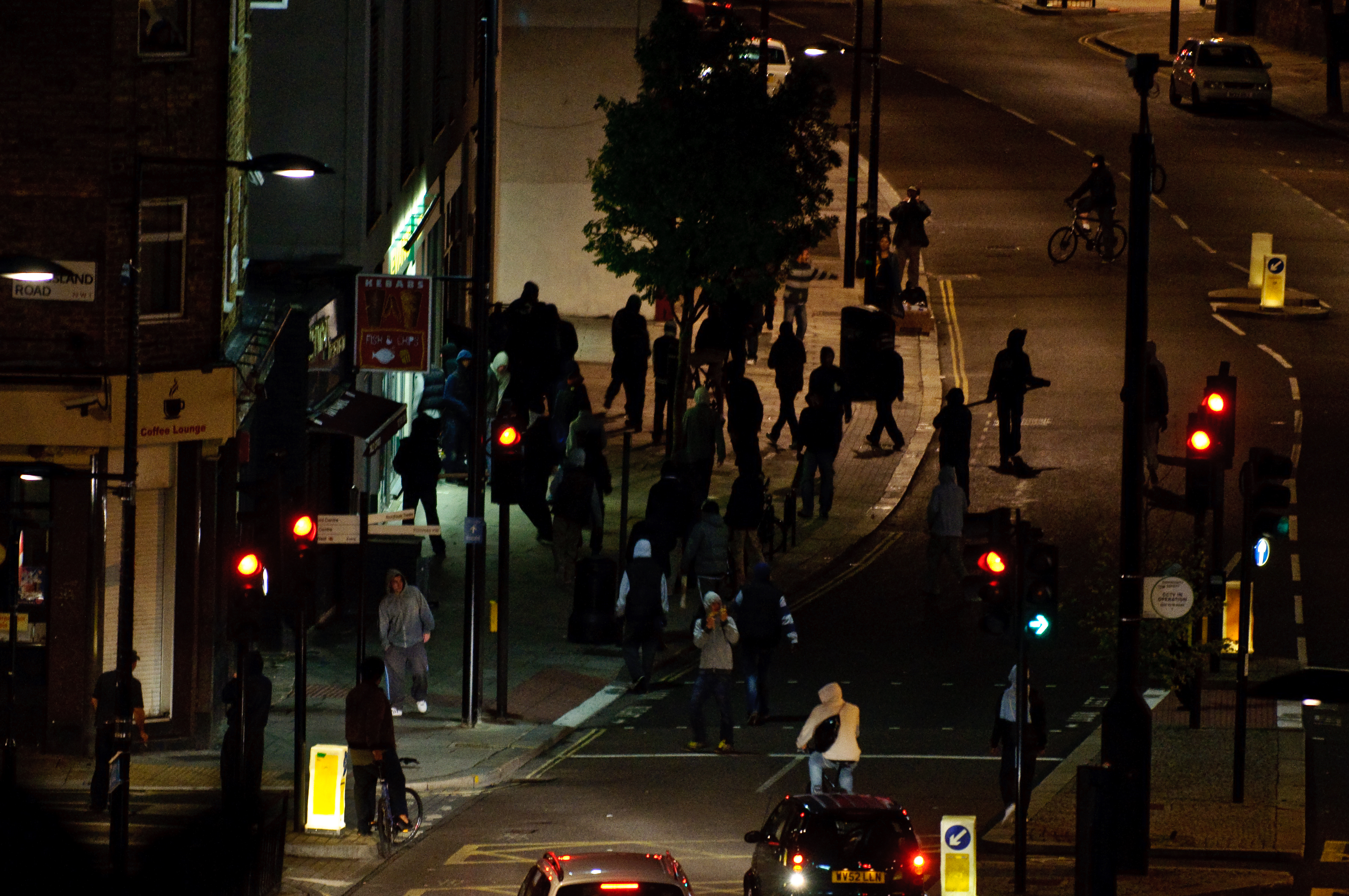
约翰逊对2011年伦敦骚乱的反应受到批评

约翰逊支持伦敦的金融部门，并谴责2007-08年金融危机之后他所看到的“银行家受抨击”的现象，谴责2011年出现的反资本主义的占领伦敦运动。他花了很多时间与那些参与金融服务的人交往，并批评政府对高收入者的50%税率。他组织富人慈善捐款，捐赠给市长基金，该基金是为帮助处境不利的青年而设立的；虽然最初宣布它将筹集1亿英镑，到2010年，它只筹到了150万英镑。他还保留了在英国媒体广泛的人脉，帮助新闻媒体对其市政厅正面报道。反过来，他在世界新闻报电话窃听丑闻期间仍然支持他的媒体朋友，其中包括鲁伯特·默多克。:389、400-440:324
2008年5月8日约翰逊宣布成立法务审计小组，小组任务是监测和调查伦敦开发署和大伦敦政府的财务管理。约翰逊的決定受到工党的批评，认为这个名义上的独立小组的实际上是政治化的，小组成员的任命必须过问约翰逊的意见，批评言论包括“真正目的直指前市长利文斯通”和“不当利用公共开支”。这个小组的负责人裴申思·惠特克罗夫特与保守党议员结婚，另外四名小组成员中有三名与保守党有密切联系：斯蒂芬·格林哈尔什（自治市保守党领袖）、帕特里克·弗雷德里克（保守党东南英格兰和南伦敦商务关系主席）和爱德华·李斯特（自治市保守党领袖）。

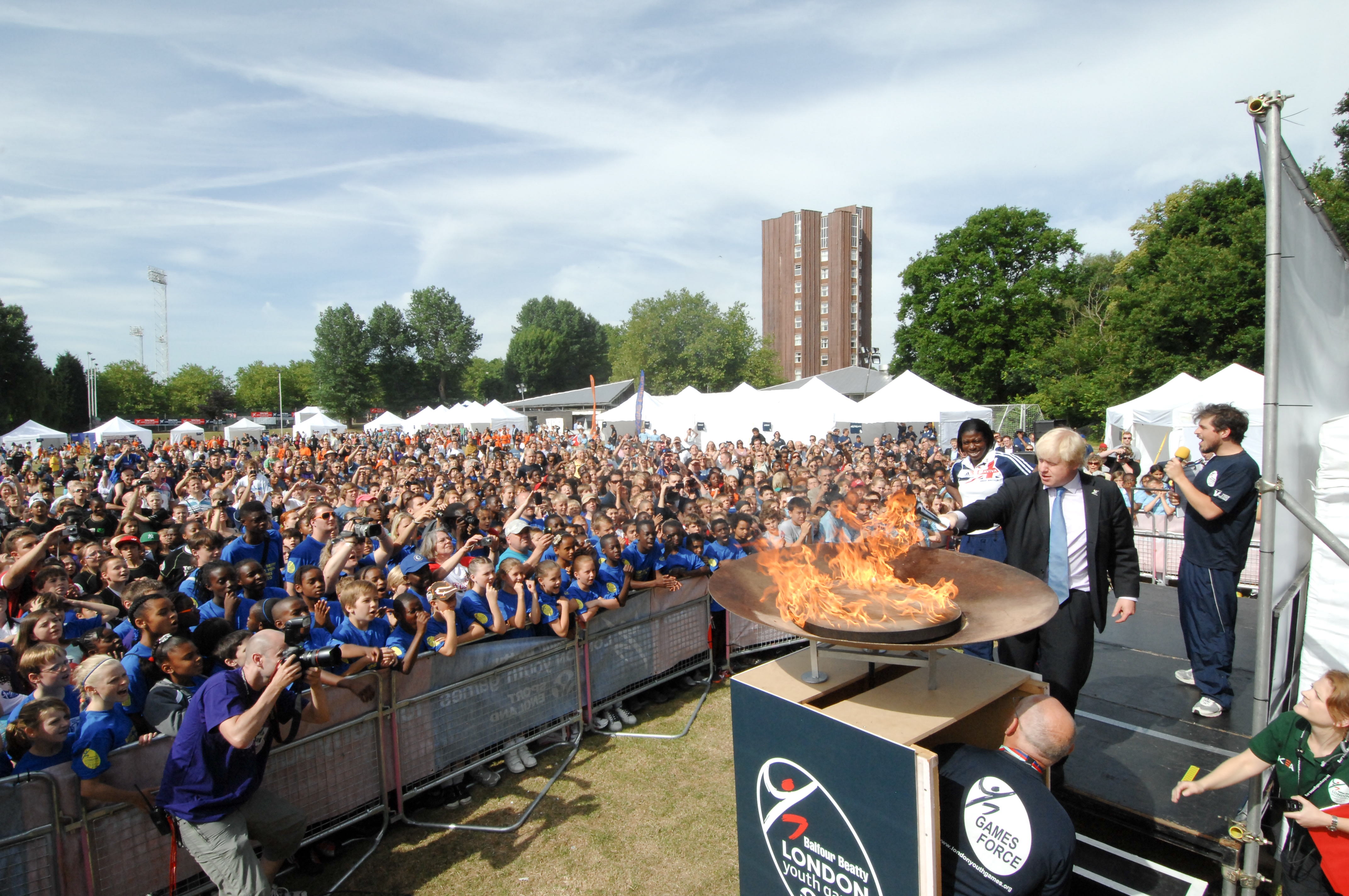
2010年，约翰逊在伦敦青年运动会开幕式上点燃圣火

在他第一任期内，约翰逊卷入几个私人丑闻。搬到伊斯灵顿的新家后，他在阳台上建了一个棚子，没有获得规划许可；邻居投诉后，他拆了棚子。约翰逊还被指与名为海伦·麦金太尔的女士有婚外情和私生子，他未作否认。约翰逊还因提前警告保守党国会议员、大学学长达米安·格林警察要逮捕他的消息而惹来争议；约翰逊否认这种说法，没有根据《刑事司法法》面临刑事指控。他在人事上也被批任人唯亲，他任命了一位支持他的前标准晚报编辑韦罗妮卡·罗德利为伦敦艺术委员会主席，她被广泛认为不适任。约翰逊也卷入了国会开支丑闻，他报销的出租车费用太多，与他的副市长伊恩·克莱门特被发现滥用市政府信用卡，克莱门特因此辞职。约翰逊在伦敦是受欢迎的人物，具有很强的名人地位。2009年11月，他骑车遇见被三个反社会青年绑架的摄影师弗兰妮·阿姆斯特朗并解救了她。:380-410、446:305-331
2012年约翰逊谋求连任大伦敦市长，他再次聘请林顿·克罗斯比策划他的竞选活动。在选举前，约翰逊出版新书《约翰逊的伦敦生活》，这是一本受欢迎的历史作品，历史学家A·N·威尔逊将其称为“催票密码本”。民意调查显示，尽管利文斯通的交通政策更受欢迎，但伦敦的选民对约翰逊在犯罪和经济问题上的信任度更高。在2012年市长选举期间，约翰逊面对卷土重来的工党候选人、前市长利文斯通。约翰逊的选举运动强调利文斯通犯有逃税罪，而利文斯通称约翰逊是“赤裸裸的骗子”。政治学家安德鲁·克里尼斯（Andrew Crines）认为，利文斯通的竞选集中注意力于批评约翰逊，而不是对伦敦的未来提出替代和进步的政策愿景，結果约翰逊再次击败利文斯通当选大伦敦市长。:338、440-448

### 第二届市长任期（2012年—2016年）

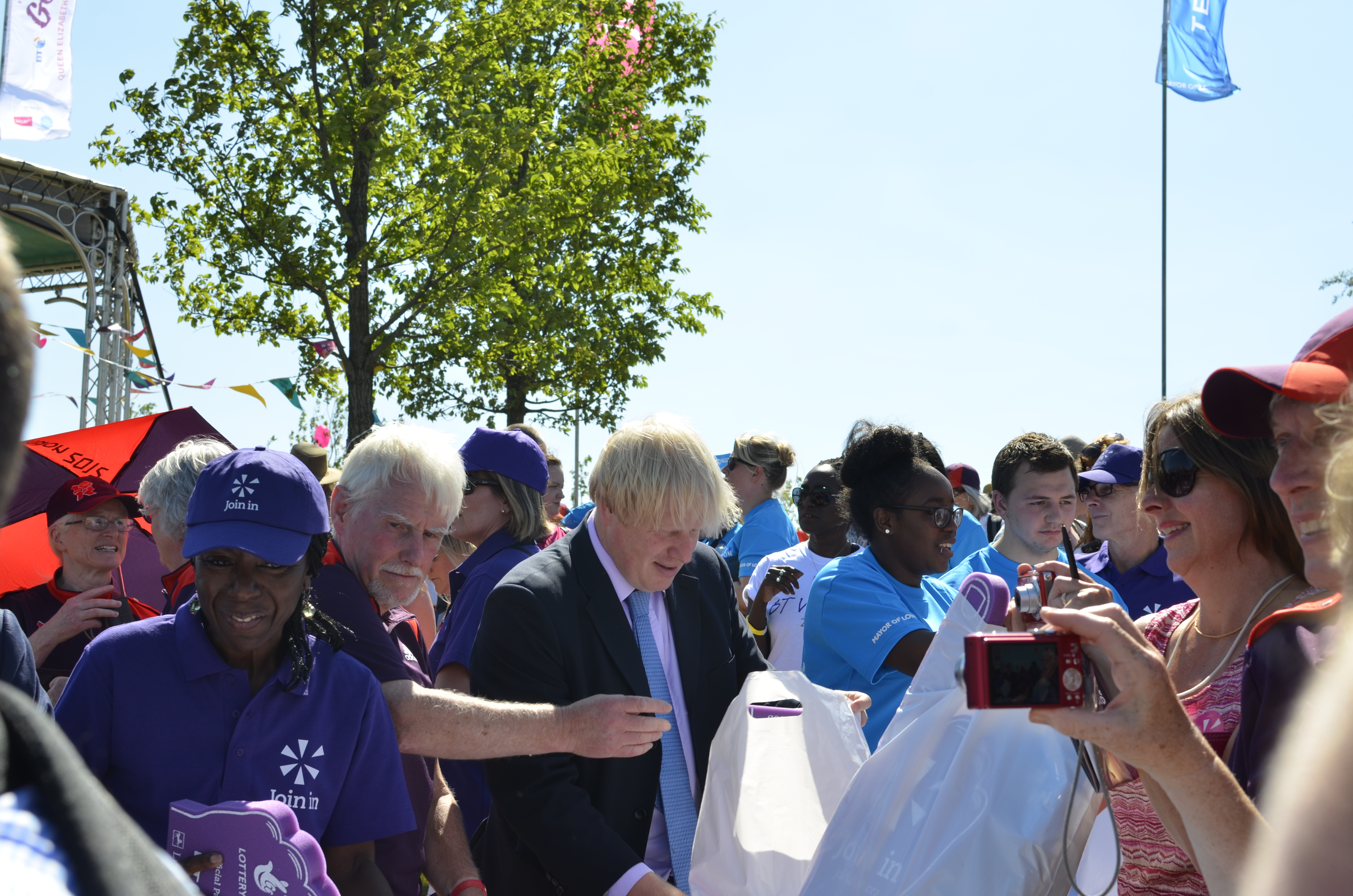
约翰逊在2012年伦敦奥运会期间

伦敦成功地主办2012年夏季奥运会，而申奥成功的2005年是肯·利文斯通市长任内。约翰逊在筹办中的作用是担任奥林匹克委员会的联席主席，负责监督奥运会。在担任这个角色后，他的两个行动一是改善伦敦附近的交通，在繁忙和大量游客涌入的时候，加开更多的班次，并在首都附近开设更多的公共汽车线路；二是允许商店和超市在星期日有更长的营业时间。然而约翰逊被指控在奥运会开幕之前通过部署除尘剂来除去监测站附近的空气颗粒物以掩盖污染。2013年11月，约翰逊宣布对伦敦地铁的运营进行重大改革，包括延长运营时间，新开周末晚间班次，还宣布关闭所有地下售票处，目的是每年节省超过4000万英镑，提供自动票务系统。

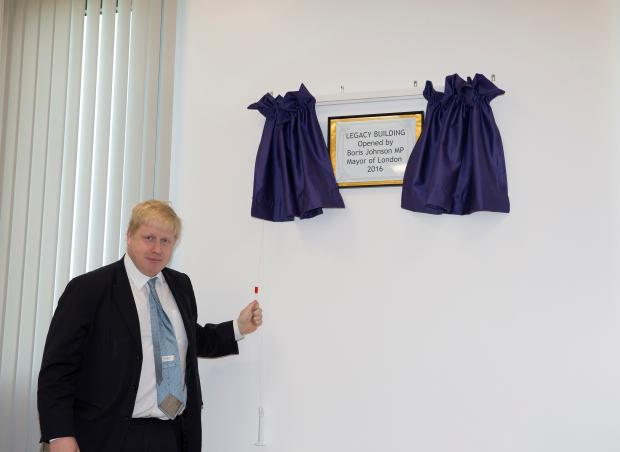
2016年，约翰逊在奇斯尔赫斯特和西德卡普文法学校为预科教育中心揭幕

2012年2月，约翰逊批评伦敦的圣帕特里克节庆祝活动，他将活动与新芬党联系起来，并称之为“左翼垃圾”，他后来为此道歉。
2013年2月，在2014年伦敦预算公布后的一次伦敦议会上，约翰逊表决后被迫退出会议，理由是他的副市长维多利亚·波雷克离开了议事厅。当得知投票结果意味着他不用就预算回答议员的问题后，他说自己的反对者：“非常懒的无脊椎果冻”。
约翰逊出席了2013年7月在伦敦举行的世界伊斯兰经济论坛，他在回答问题时曾开玩笑说，马来西亚妇女上大学是为了找丈夫，这得罪一些女性与会者。
2016年4月，在为《太阳报》撰写的一篇文章中，约翰逊回应奥巴马总统认为英国应该留在欧盟的评论，称奥巴马为“半个肯尼亚人”并且对英国有“源自祖先的厌恶感”。这些评论被温斯顿·丘吉尔的外孙，保守党议员尼古拉斯·索梅斯爵士称为“愚蠢”和“深深冒犯”，他称这篇文章“令人遗憾”和“完全愚蠢”。在一个月后的大选期间，他说有人企图建立罗马帝国式的统一欧洲。他说：“拿破仑、希特勒、各种各样的人都试过，结果都不幸。欧盟试图用不同的方法达到这一目的。”
2014年他推出新书《成为丘吉尔的条件》，媒体认为这是约翰逊把自己比作丘吉尔。

### 市长遗产
2016年5月7日，约翰逊卸任大伦敦市长，离任后他仍然受到伦敦人民的欢迎。在其任期结束时委托舆观调查公司所做民意调查显示，52％的伦敦人认为他的市长做得“不错”，而只有29％认为他做得“糟糕”。而其继任者萨迪克·汗在同一项民意调查中只有31％的受访者认为他的表现会比约翰逊更好。
在2016年，他为大伦敦警察购买的三个德国制造的水炮，未等时任内政大臣特蕾莎·梅使用，就被繼任市長出售，资金用于青年服务。
约翰逊可能因在市长任上的不当行为而被调查，原因是在建造泰晤士花园桥时花费过多的资金。工党国会议员安德鲁·格恩说：“鲍里斯·约翰逊在他的市长期间内推动这个项目，他需要就他和他的办公室在鲁莽决定支出公共资金用于施工合同中所起的作用提供答案。”2018年3月，《卫报》报道称对约翰逊的压力正在增加，并且对他试图的解释持怀疑态度。

## 重返国会
约翰逊最初否认他将回归下议院，而是将继续完成市长任期。:446然而，经过多次媒体猜测，2014年8月，他成为保守党的安全席位堊橋及南雷士廉选区的候选人，参加2015年英國大選，9月正式成为候选人。2015年在5月7日英国举行大选，约翰逊再次當選英國下議院議員，人们猜测他返回下议院是想取代戴维·卡梅伦的首相和保守党领袖之位。约翰逊亦受卡梅伦之邀列席内阁政治性会议。

### 英国脱欧运动（2015年—2016年）

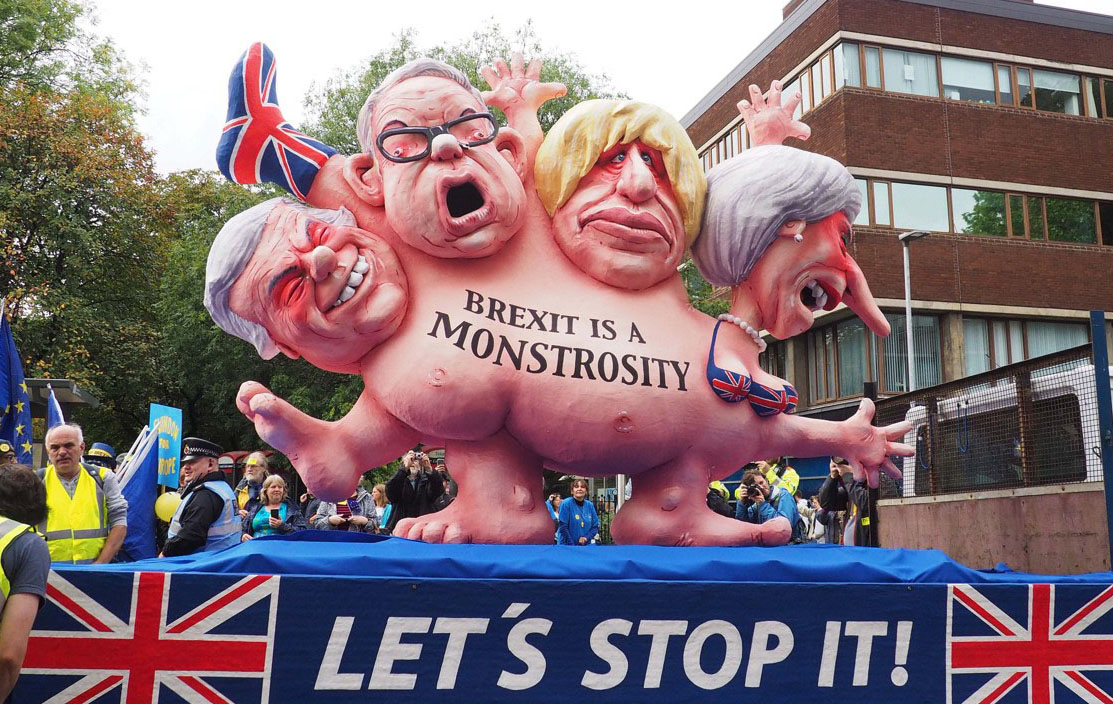
在曼彻斯特举行的反脱欧游行上，约翰逊是被讽刺的人物之一。

约翰逊在2016年年初成为媒体关注的中心，他拒绝澄清对英國退出歐盟的支持。2016年2月，他在“英國脫歐公投”运动中赞成投票脱欧。他把卡梅伦的对脱欧的恐惧看成“非常夸张”。金融市场上，约翰逊宣布支持脱欧后英镑下跌了近2％，是自2009年3月以来的最低水平。当奥巴马敦促英国留在欧盟时，约翰逊说，总统是由他的肯尼亚血统造成的反英情绪才引发如此言论的。这些评论被谴责为种族主义，被一些工党和自由民主党政治人物所不能接受，伦敦国王学院学生会因此取消邀请他发表演讲。相反他的评论由英国独立党（UKIP）领袖奈杰尔·法拉奇和保守党前领袖伊恩·邓肯·史密斯支持。
约翰逊支持土耳其加入欧盟，但这与投欧运动的主题无关。反对者认为约翰逊这样主张是暗示如果英国继续留在欧盟，就会有大量土耳其人来到英国。然而2019年1月举行的关于脱欧的议会辩论后接受采访时，他否认在竞选期间提及土耳其。
2016年6月22日，公投投票前一天，约翰逊在温布利球场的6000名观众现场观看的电视辩论中称那天是“英国独立日”。首相卡梅伦当时特别提到约翰逊的说法，公开声明：“英国是不独立的说法是无稽之谈，整场辩论说明我们完全享有主权。”
6月23日，英國公民投票最終以51.9%決定英國退出歐盟，卡梅伦宣布辞职，约翰逊被广泛认为是保守党领袖和首相替补人选中的领跑者。在即将正式开始竞选活动之前，约翰逊宣布退出领袖选举，理由是自己“不能提供党当前需要的团结力”。这是由于当天早上约翰逊的盟友时任司法大臣迈克尔·戈夫不再支持约翰逊而宣布自己将参加领袖选举导致的，戈夫说，自己不再支持约翰逊的原因是约翰逊“不能为未来的任务提供足够的领导力和团队”。《电讯报》称戈夫粉碎约翰逊首相之梦的行动堪称“人们一生难得一见的政治暗杀”。与此同时，迈克尔·赫塞尔廷指出，约翰逊“分裂了”保守党，“他造成了现代最严重的宪法危机。他使国家丧失了数十亿美元的外汇储备。”约翰逊认可安德利娅·利德索姆作为保守党领袖的候选人，但她一个星期后退出，特蕾莎·梅当选。

### 外交及联邦事务大臣（2016年—2018年）

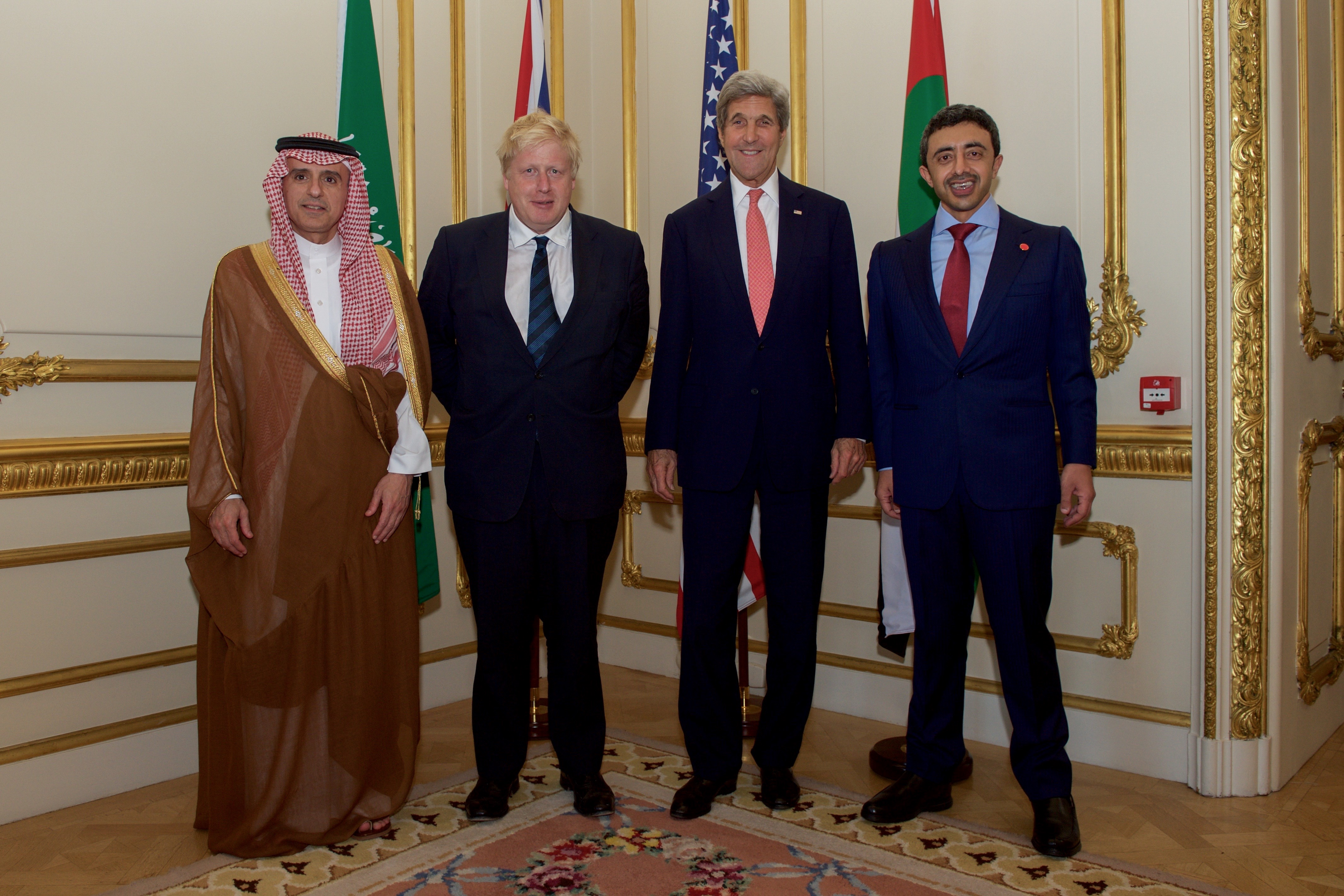
2016年7月，约翰逊在伦敦与美国国务卿约翰·克里、沙特外交大臣阿德尔·朱拜尔和阿联酋外交大臣阿卜杜拉·本·扎耶德·阿勒纳哈扬讨论也门问题

2016年7月13日，随着文翠珊成为新一任英国首相，约翰逊被任命为外交及聯邦事務大臣。不过由于他以前发表过许多争议性的言论，因此该任命受到一些记者和政治人物的批评。瑞典前首相卡尔·比尔特说：“我希望这是一个笑话。”法国外交部长让-马克·埃罗说：“我完全不担心鲍里斯·约翰逊，但是……在竞选期间他对英国人说了很多话，现在是他无路可退”因为英国试图与欧盟就其未来关系谈判。相反，澳大利亚前总理托尼·阿博特欢迎这次任命，称他为“澳大利亚的朋友”。美国政府的高级官员称，约翰逊的任命将推动美国与德国的进一步关系，牺牲与英国的特殊关系。
一些分析家认为这项任命可能是梅在政治上削弱约翰逊的策略：新设立的脱欧大臣和国际贸易大臣这两个职务将削弱外交大臣的权力，这项任命将确保约翰逊经常出国访问，不能组织反叛联盟，同时也迫使他对从欧盟退出所引起的任何问题承担责任。
2016年8月，首相梅在国贸大臣福克斯写信给约翰逊说英国贸易不能蓬勃发展，而未来的政策责任仍然在约翰逊的部门后奉劝“失和的大臣们”—约翰逊和霍理林—“不要闹了”。约翰逊支持英国变革的录音，被《卫报》认为是给梅加快退欧过程施加压力，虽然该文件还记录前卫生副大臣安娜·蘇布里的愤怒，中央政府不能支付“国民医疗服务（NHS）每周3.5亿英镑的”运营成本，她以前将这些言论称为谎言。在一篇《华盛顿邮报》批评脱欧派人士的文章中，约翰逊的视频和他对首相缺乏忠诚被称为“浮夸的”。
约翰逊曾支持沙特领导的干预也门行动，拒绝阻止英国向沙特阿拉伯出售武器，称沙特阿拉伯在也门战争中没有违反国际人道主义法的明确证据。2016年9月，他被指控阻止联合国调查沙特在也门的战争罪行。

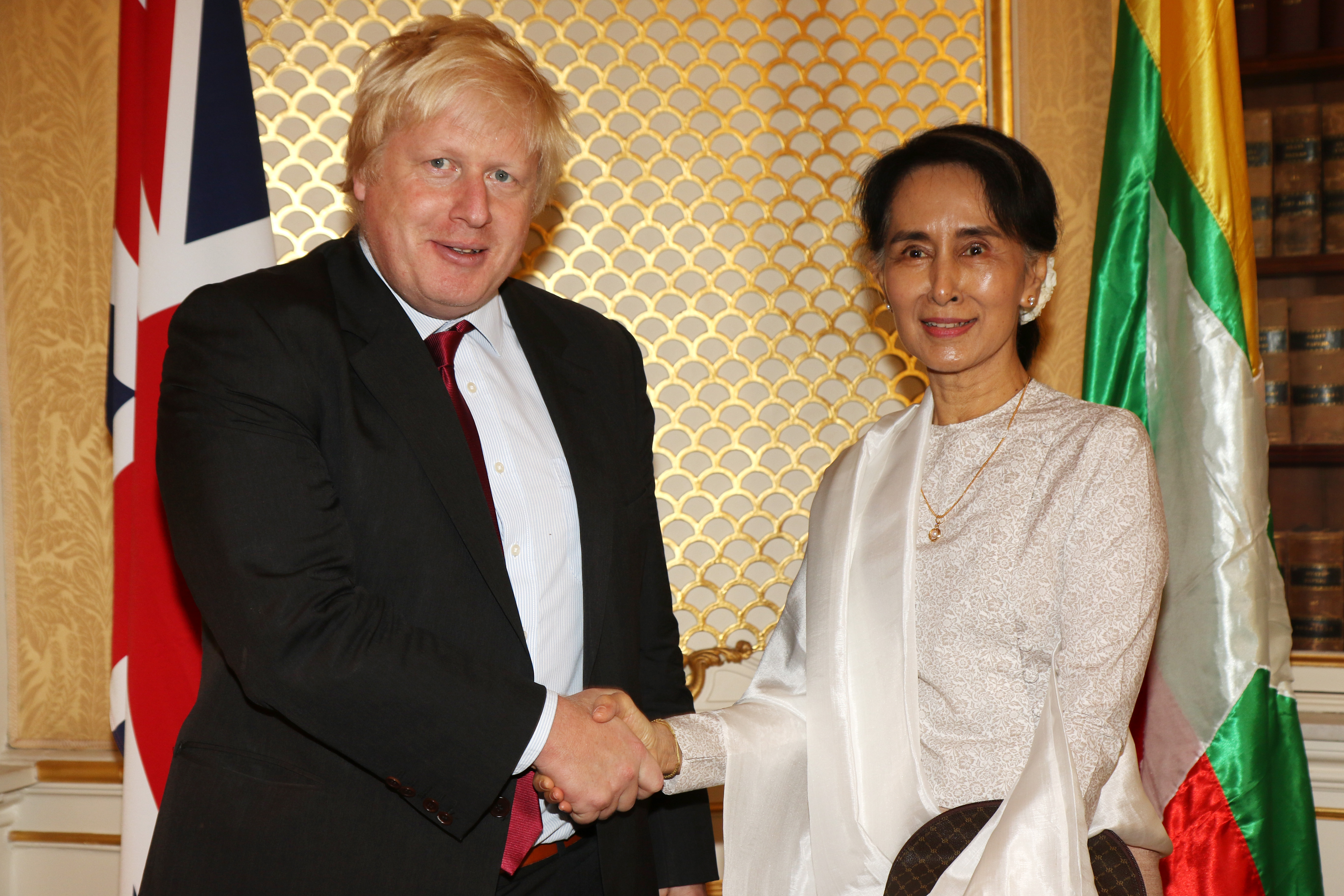
2016年9月，約翰遜會見緬甸實際領袖翁山蘇姬

约翰逊作为外交大臣第一次访问土耳其有点紧张，因为在2016年5月，他寫的一首諷刺土耳其總統埃爾多安的打油詩在《旁觀者》舉辦的「冒犯埃爾多安詩歌大賽」中獲勝，得到1000英鎊獎金。一位记者质疑，他是否会为这首公开发表的诗道歉，约翰逊把这个问题当成“琐事一桩”。约翰逊承诺帮助土耳其以“任何可能的方式”加入欧盟，并表示英国继续支持土耳其的民选政府。
在与澳大利亚外交部长朱莉·毕晓普于2016年9月下旬会晤后，约翰逊重申支持谈判增加英国和澳大利亚之间的签证，宣称澳大利亚人去英国比去斯洛伐克等欧洲国家更难以解决是“奇怪”的。在2017年1月，前政府大臣威廉·华莱士说，约翰逊在脱欧过程的表现使公务员“绝望”，他“疏远其他欧盟成员国的外长们”。外交部对此为约翰逊作了辩护。
2016年12月，约翰逊在罗马的地中海对话会议上说：“有些政治家正在扭曲和滥用宗教信仰和不同宗教的差异，以便进一步实现自己的政治目标。这是整个地区最大的政治问题之一……这就是为什么你发现沙特阿拉伯、伊朗、每个人，操控傀儡玩代理人战争。”这些意见被解释为英国的外交失误，因为沙特阿拉伯是英国的盟友，也是英国武器的最大买主。
首相特蕾莎·梅表示，外交大臣的意见并不代表政府看法，其他保守党人却为约翰逊辩护。苏格兰保守党领袖露丝·戴维森说：“我认为鲍里斯·约翰逊对于代理人战争和伊朗方面的看法绝对正确，我同意他的分析。现在这可能不是英国政府的立场，但猜猜看。我未在中央政府任职，我认为他是对的。”那个月晚些时候，约翰逊访问巴林，会见沙特阿拉伯领导人，并对沙特阿拉伯表示赞赏，称沙特在也门是“确保自己不受胡塞武装轰炸”。

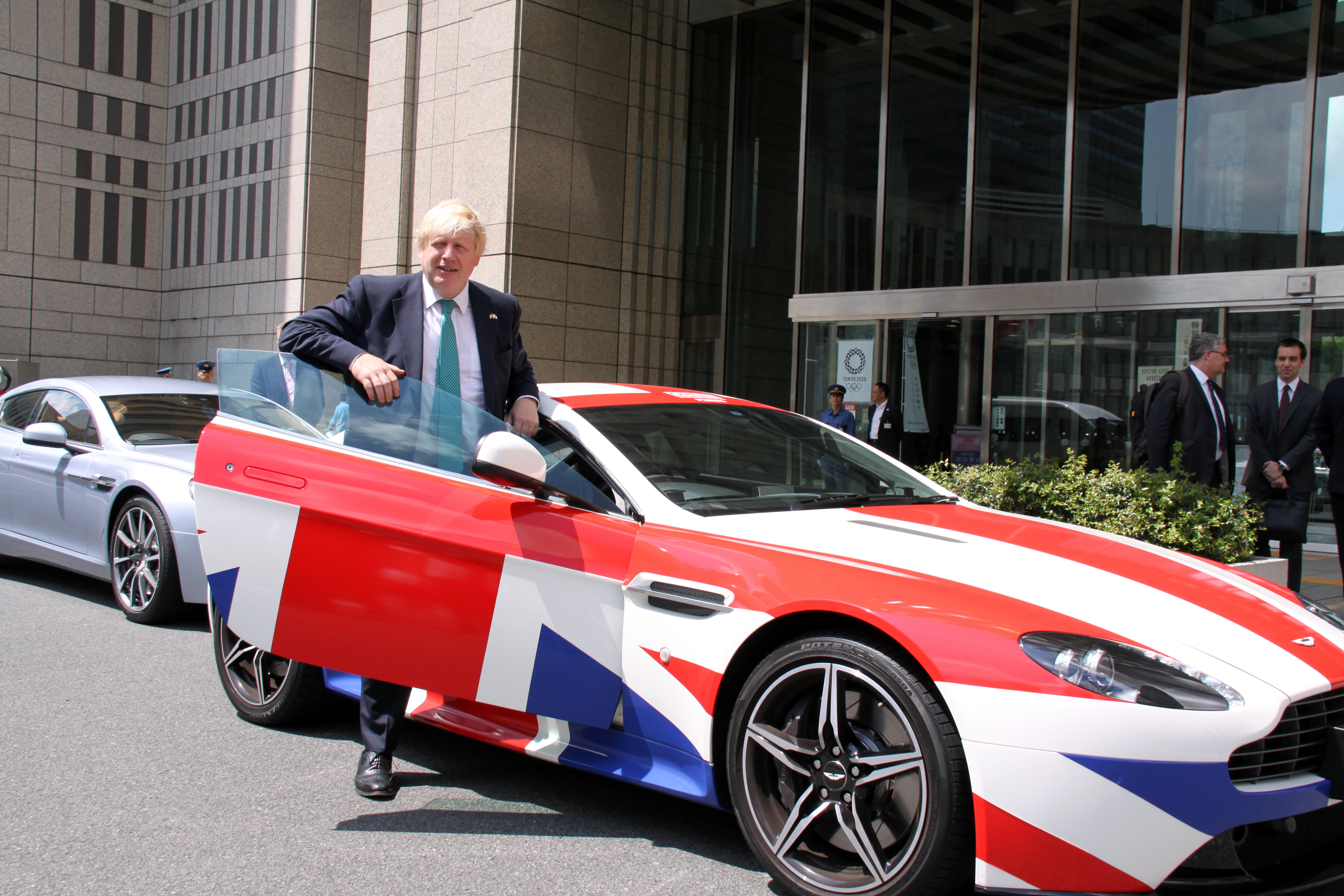
2017年7月，約翰遜抵達東京都廳舍

2017年英國大選后，约翰逊否认媒体传闻他将挑战首相特蕾莎·梅的消息。9月16日他在推特上进一步澄清“所有人在特蕾莎的领导下为了美好的脱欧（努力）”。
2017年8月，瑞秋·西尔维斯特在《泰晤士报》上报道说，英国脱欧期间，约翰逊在朝鲜和卡塔尔等重大问题上低效和不连贯，他对国家需要什么没有主张。他的言辞似乎表明，英国只能主宰“似乎是某种公立学校里的游戏，而不是关乎国家未来的谈判”。文章还指出欧洲的部长和白宫的官员们都将约翰逊视为笑柄。接下来是6月份的《今日》节目采访，主持人艾迪·麦尔询问政府对特蕾莎·梅成为首相时强调的“焚烧不公正”的回答，他表示自己对这些问题缺乏足够认识需要提示。
约翰逊在2017年9月发表在《每日电讯报》上的一篇专栏文章中重申，英国脱欧后将重获每周3.5亿英镑的控制权，如果这笔资金大部分用于国民卫生服务的话，将是好事。他后来重提此事时被内阁同事批评。英国统计局主席戴维·诺格罗夫称其言论“显系曲解数据”。政府称这只是报纸头条而非约翰逊实际言论。9月19日，前财政大臣肯尼斯·克拉克说如果约翰逊在其他时期做如此言论早已被开除。保守党年会召开前夕，约翰逊在第二次演讲中阐述自己的脱欧方案，这甚至比内阁的还要早。露丝·戴维森呼吁以“更认真的人”取代约翰逊，批评他的过度乐观主义，并预言英国在过渡时期之后“仍会像现在一样缺乏方向感”。
约翰逊多次引起争议。2017年1月21日他访问仰光佛教圣地大金塔时，随口吟诵一段英国作家吉卜林在缅甸写下的诗句《曼德勒之路（页面存档备份，存于）》。吉卜林生于英属时期的印度，成长于英国如日中天之时，其作品一直带有为美化殖民主义的色彩。约翰逊吟诵的《曼德勒之路》不仅赞美英国士兵，还带有贬损缅甸佛教的词句。约翰逊的吟诵被身边的英国驻缅甸大使打断，大使提醒他有电视台在拍摄他的访问新闻，他的身上还佩戴着麦克风，在大金塔里诵读这段诗句“不合适。”

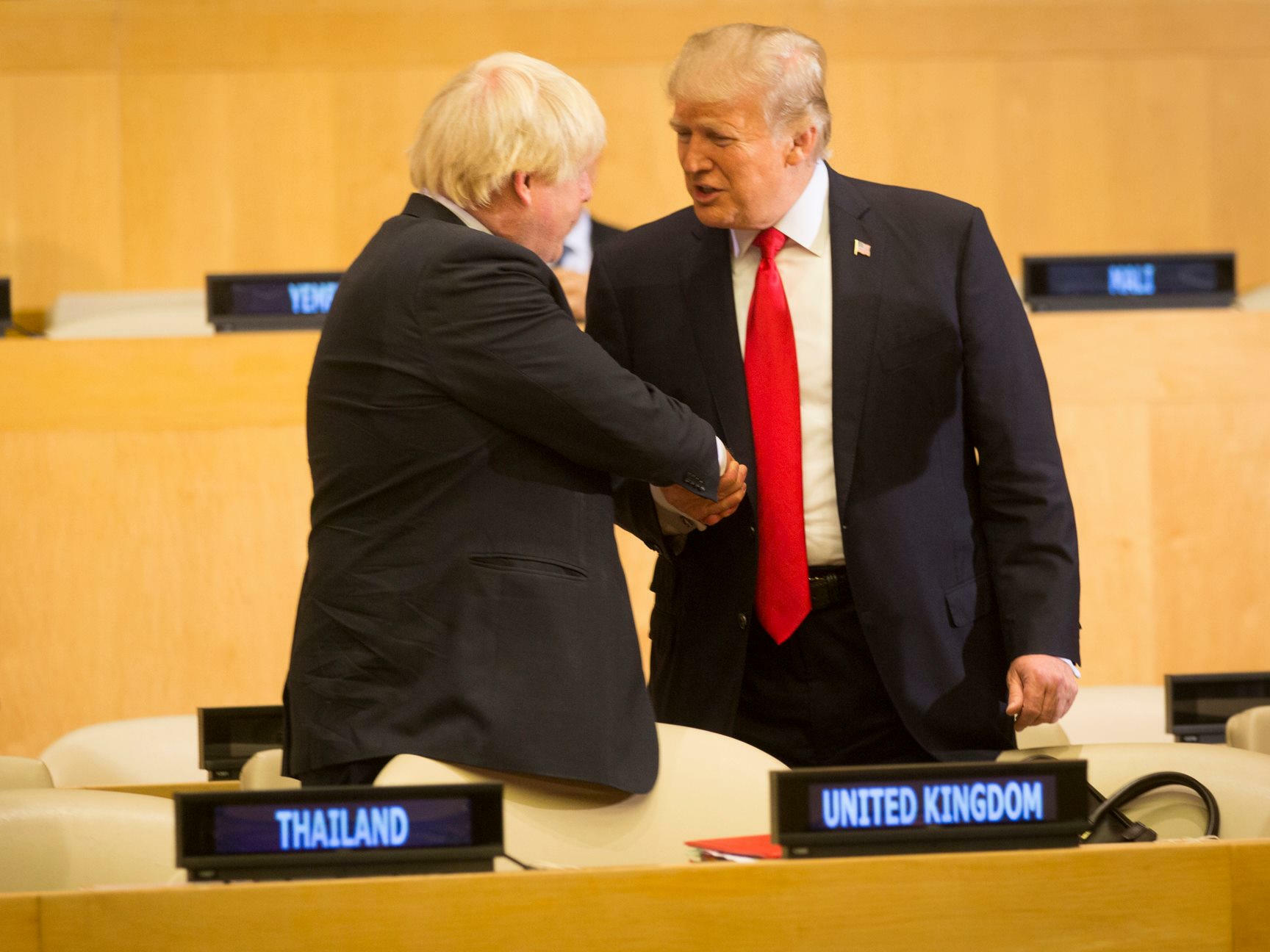
約翰遜在2017年聯合國大會上與美國總統唐納·川普會面

约翰逊在2017年保守党年会发表讲话时说，利比亚城市苏尔特是伊斯兰国和利比亚民族团结政府之间的持续冲突地点，但将来可能是新的迪拜，只要把尸体清理干净。他发表这番言论后几名保守党议员即要求开除他。
《经济学人》杂志则称由于被外国同行嘲笑，约翰逊不喜欢外交部的工作。《泰晤士报》外交版前编辑马丁·弗莱彻担心约翰逊损害英国的外交利益，他引用一位不具名的前大使的话：“‘约翰逊是现代最尸位素餐和最不合格的外交大臣，他已经成功地让人们所有的期望落空’。驻伦敦的一位欧洲高级外交官对此表示赞同，称约翰逊‘不被当作外交舞台上的演员’，正在损害英国的利益。他认为欧盟27国驻英大使中有五分之三不喜欢约翰逊，剩下的大使对约翰逊极为厌恶。当然，我的对话者是他们领域的专家、都市精英和俱乐部付费会员。（......）我也对约翰逊给我国所造成的伤害感到惊愕，并对他担任首相的可能性感到震惊。”

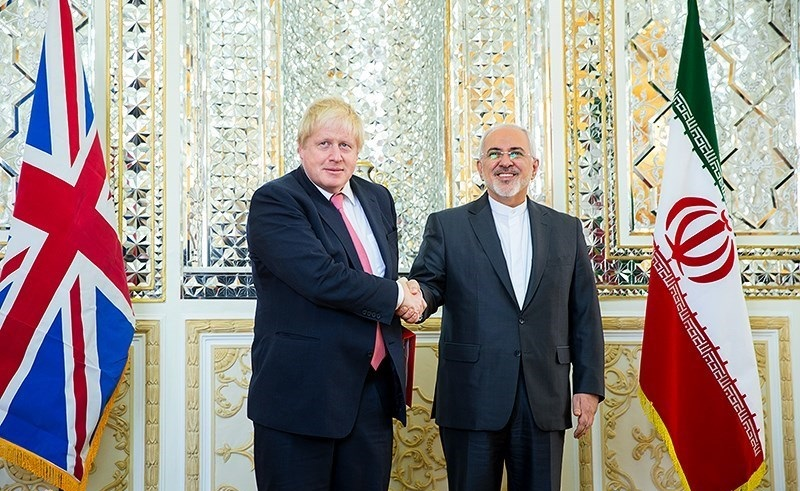
2017年12月，約翰遜在德黑蘭會見伊朗外長穆罕默德·賈瓦德·扎里夫

2016年11月1日，约翰逊向下議院外交事务专责委员会表示，英国公民纳赞宁·扎克哈里-拉特克利夫因涉嫌在伊朗探亲时训练BBC波斯语频道记者而被伊朗以颠覆政权罪逮捕，可能判处5年有期徒刑。约翰逊的这番表态似乎给伊朗方面的指控提供证据，11月4号，伊朗法庭再次审理扎克哈里-拉特克利夫一案，检方又新加两项罪名，而这有可能使扎克哈里的刑期提高到16年。扎克哈里-拉特克利夫的家人、雇主汤森·路透基金会、选区议员图丽普·西迪克、影子外交大臣艾米莉·索恩伯里和前外交大臣马尔科姆·里夫金德都奉劝约翰逊收回他说的话。7日早晨，约翰逊给伊朗外长扎里夫打电话，更正他之前所说的被捕女记者在伊朗从事过培训记者的说法。约翰逊坚持说他被误导，而他所说的话没有任何理由可以证明扎加里-拉特克利夫的判决是正确的。尽管美国总统特朗普退出伊朗核問題全面協議，但在2018年5月，约翰逊表态支持该协议框架，约翰逊认为協議可以为伊朗人民带来经济利益。
在2018年2月致梅首相的一封信中，约翰逊认为北爱尔兰可能不得不接受英国退欧后的边境管制，并且不会严重影响贸易，而他最初表示硬边界是不可想象的。
2018年3月，约翰逊因在下院发言时将影子外交大臣艾米莉·索恩伯里称为“努吉夫人”的“无意识性别歧视”（索恩伯里丈夫的姓氏，但索恩伯里婚后仍用娘家姓）而道歉。
2018年5月，英國前俄羅斯間諜毒殺案发生后，约翰逊将普京治下的2018年俄罗斯世界杯与1936年希特勒治下的柏林奥运会作比较。俄罗斯外交部谴责约翰逊的“不可接受和不值得回应”的评论。
2018年6月，当被问及企业界对英国“硬”脱欧的担忧时，约翰逊曾说过“去他的企業（fuck business）。”

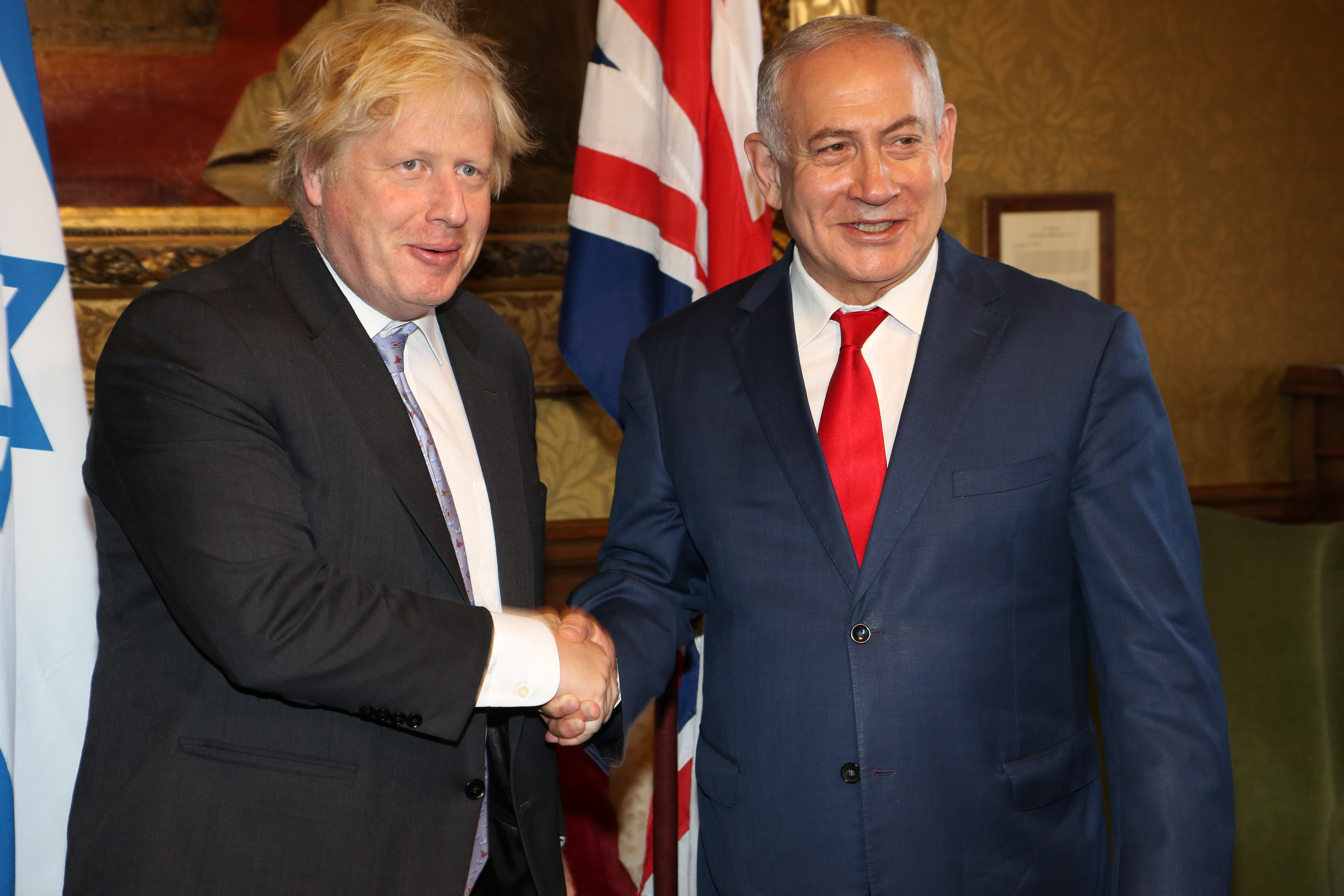
2018年6月，約翰遜會見以色列總理本雅明·内塔尼亚胡

2018年7月，英国首相特雷莎·梅在契克斯别墅召开会议，与内阁成员商讨脱欧策略。会后她表示，其内阁成员已在脱欧问题上达成一致立场，并将向欧盟提出在脱欧后设立“英国－欧盟货物自由贸易区”的建议。此举遭到英国国内要求退出欧盟关税同盟与欧洲共同市场的人士批评。三天后，约翰逊随英国脱欧事务大臣戴德偉辞职表达不满。他在辞职信中，称大臣们是：“对欧盟说一套话语，对选民说另一套话语，而且对欧盟比对选民要真诚些。”还说：“拯救英国退欧还为时不晚。我们有时间参与这些谈判。我们已经改变了一次，我们可以再次改变。”

### 暫居後座（2018年—2019年）
辞去外交大臣一職后，约翰逊回到後座。7月，他与《每日电讯报》下属的電訊媒體集團签署合约，为后者撰写专栏。8月，商务任命咨询委员会报告这一行为违反了大臣守则。
是月，《每日电讯报》刊登约翰逊论丹麦罩袍禁令的文章。他反对任何对罩袍或面纱的禁令，但暗示这种服装使穿着者像“信箱”和“银行抢劫犯”。 英国穆斯林理事会称约翰逊的行为是在迎合极右翼， 前保守党主席賽伊達·沃爾希则认为约翰逊在玩弄狗哨政治。 包括首相在内的许多高级保守党人使呼吁约翰逊为此道歉。 一些保守党议员如娜汀·多里斯认为约翰逊的批评还不到位，他们认为罩袍应被禁止。 一项天空新闻民意调查发现，六成人认为约翰逊的言论并非种族主义，而33％的人认为是；48%的受访者认为约翰逊应该道歉，43%认为不必。 一个独立小组被组建起来以审查约翰逊的言论。 12月，小组认为约翰逊并无不法行为，虽然他的语言可以被认为是“挑衅”，但基于“尊重和宽容”，他完全有权使用“讽刺”来表达自己的观点。
同月，约翰逊被命令为瞒报5万英镑的收入向国会道歉。国会标准专员称这并非无心之失，约翰逊曾九次未在规则范围内作申报。
2018年9月，约翰逊在文章中写道：“我们已经开始接受永久的政治勒索。我们把英国宪法包裹在一个炸弹背心里，而其引信却在欧盟谈判代表米歇尔·巴尼耶手中。”约翰逊的前副手阿兰·邓肯发誓要将约翰逊的这一评论变成“其政治生命的终点。”然而約翰遜拜相後，後者放棄於同年大選中競逐連任。
Buzzfeed 新闻网报道，约翰逊与特朗普的前首席策略师斯蒂芬·班农私下接触。在采访中，班农称赞约翰逊，还呼吁他取特蕾莎·梅而代之。

## 首相生涯（2019年—2022年）

### 第一屆（2019年7月—12月）

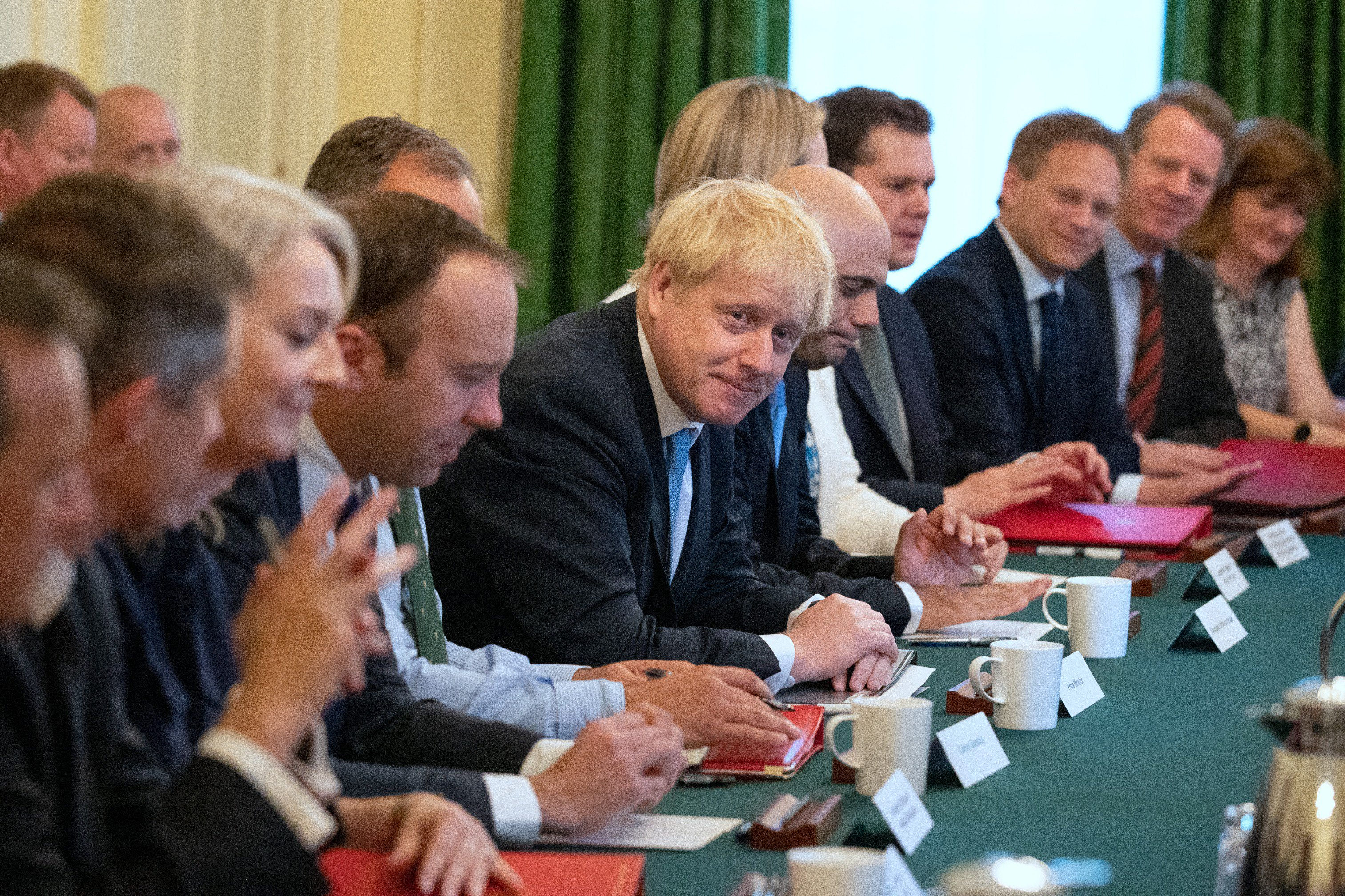
2019年7月25日，約翰遜在唐寧街10號舉行首次內閣會議

隨著文翠珊2019年6月辭去保守黨領袖，約翰遜便宣布參與接着舉行的保守黨領袖選舉，以謀求在7月拜相。而他在議員多輪投票中，得票皆拋離其他對手。最終他於7月23日獲宣布成功當選保守黨領袖，並於翌日下午前往白金漢宮，接受女王邀請，接替文翠珊擔任英國首相。
被他稱為「現代英國的內閣」的新閣於同日組成，閣員數目由之前的29名增至33名；同時成員亦「大換血」，當中之前四位重大國務官當中祇有賈偉德留在內閣，並改任財相。另外，他也於26日創造聯盟大臣一職，由自己兼任，旨在維繫聯合王國內四個構成國之間的關係。
9月3日，保守党下院议员奥利弗·莱特温提交申请，要求立即就是否从约翰逊手中夺取议会议程控制权进行投票。最終以328票赞成、301票反对的表决结果，通过从约翰逊手中夺取议会议程控制权的动议。約翰遜隨後將倒戈黨員開除，使保守黨失去下議院多數地位。之後他向女王提出將國會休會的建議更被最高法院裁定違憲—不尋常地長的休會時間被指是冒險以硬脫歐迫使國會通過脫歐協議。
然而到了10月，在脫歐協議被國會否決後，以避免無協議脫歐，及歐盟同意延後脫歐大限至翌年一月的情況下，國會終接受強森第四度提前解散的協議，於12月進行選舉。2019年12月12日，強森如願在大選帶領保守黨贏得過半的365席，創下保守黨1987年大選後新高，更取得過往被視為對手工黨的安全議席；反之工黨僅得203席，亦是1935年大選後新低，故他得以繼續執政之餘，更取回國會控制權，為脫歐掃除障礙。在確認大局已定後，他於13日前往白金漢宮覲見女王，向她請示自己將籌組來屆多數政府。

### 第二屆（2019年12月—2022年9月）
新政府剛重新上任，便迅速在議會推行脫歐法案。2020年1月31日，英國準時脫歐，有十個月的時間與歐盟談判自由貿易協議。约翰逊在上任不久後批准華爲在英國使用的安全授權（但很快便要求禁用並淘汰華為），同時批准高鐵2號在英國的建造工程。2020年2月13日，約翰遜進行第二次内閣重組，解雇大量内閣成員，時任財政大臣薩吉德·賈偉德因不滿約翰遜對他提出的苛刻要求而辭職。二月份，因英美關係在英國批准華爲后大幅度降溫，約翰遜推遲訪美計劃。3月2日，約翰遜正式與歐盟展開雙邊自由貿易協議談判，最終趕及於同年年底達成協議。
2019冠状病毒病疫情期间，3月份，约翰逊宣布暫時關停英國的酒吧、餐館以及一切其他的非必要的社會活動，以圖減緩冠狀病毒的傳播速度。2020年3月27日，约翰逊通過Twitter發表視訊演說，宣布自己已經出現輕微COVID-19症狀（包括咳嗽和發燒）且病毒檢測結果呈陽性，但表示精神状态良好，仍會繼續帶領政府。4月6日，約翰遜病情惡化轉入，并請外交和联邦事务大臣多米尼克·拉布臨時接替首相主持政府事務。唐宁街表示，这是为了以防万一他需要使用呼吸机，而且他仍然保持着清醒的状态。保守党前党魁施志安表示，他对这一消息感到震惊。工党伦敦市长簡世德表示，他为首相今晚的病情迅速康复祈祷。各政治党派的国会议员也在推特上发表了类似的反应。4月9日，约翰逊离开重症监护病房，入住普通病房。4月12日，約翰遜出院。4月27日，约翰逊恢复工作。5月3日，約翰遜接受《星期日太陽報》訪問，憶述留院時的經歷，披露醫生一度預計他或面臨死亡。
2021年11月30日，英国《镜报》独家披露约翰逊在疫情期间违反禁足令，与好友在唐宁街10号举行私人聚会，引发派对门事件。
2022年6月6日，1922委員會主席宣佈當晚對約翰遜發動不信任投票。最終以211票支持擔任保守黨黨魁，148票反對擔任黨魁下，保住黨魁兼首相職務。根据目前规则，一年内将无法再次发动对他的不信任投票。
6月30日，在酒吧醉酒后猥亵两名男子的副首席党鞭克里斯托弗·平彻宣布辞职，议员职务被暂停。其后平徹被指出此前有过多次不端行为，约翰逊一开始表示不知情，但后来有报告称他在提名平徹为保守党党鞭前已接到相应报告，使民众质疑约翰逊蓄意包庇有性骚扰前科的政府官员。截至7月6日，有46名約翰遜政府的官員辭職。7月7日，鲍里斯·约翰逊宣布辭去保守黨黨魁與首相職務，暂时擔任看守內閣首相直至保守党选出新党魁并接任首相职务。
7月18日，工党在议会对鲍里斯·约翰逊政府发起不信任投票，未获通过。

### 外交事務
2020年7月1日，約翰遜於以色列報章《新消息报》頭版以希伯来语發文，抨擊以色列計劃單方面併吞約旦河西岸部分地方違反国际法及違背以色列自身利益，明言英國不會承認以色利對1967年界線之任何單方面改變。
约翰逊在2019年7月接受香港凤凰卫视采访时表示，他的政府将非常 "亲中"。他表示支持中国国家主席习近平的基础设施投资倡议，即“一带一路”，并承诺使英国对中国投资保持 “欧洲最开放的经济体”。同時強森對華人十分友好，和唐人街與僑團維持緊密的關係，更是保守黨政治人物中，唯一和鼎泰豐老闆共同製作小籠包的人物。
2020年6月3日，约翰逊宣布，如果中国政府继续推行香港国家安全法，英国将向35万名持有英國國民（海外）護照的香港居民以及260万名其他符合条件者提供移居英国的机会，并可在以后申请英国公民身份。中国政府称“干涉中国内政”。
2021年9月，英国加入与美国和澳大利亚签订的AUKUS防务条约，该条约被解释为旨在对抗中国在印太地区的力量，受到中国政府的反对。约翰逊反驳称，该条约并非旨在对中国采取敌对行动。

### 保守黨魁選舉
2022年9月，莉兹·特拉斯接替強生成為黨魁和首相，同年10月亦陷入執政危機旋即請辭，黨魁選舉事務的黨團1922委員會於當晚擬定選舉流程。有民調顯示，強生在一般黨員之間的支持度最高。10月23日，強生宣布為維持保守黨團結而退選，禮讓前財相里希·蘇納克。

## 政治观点

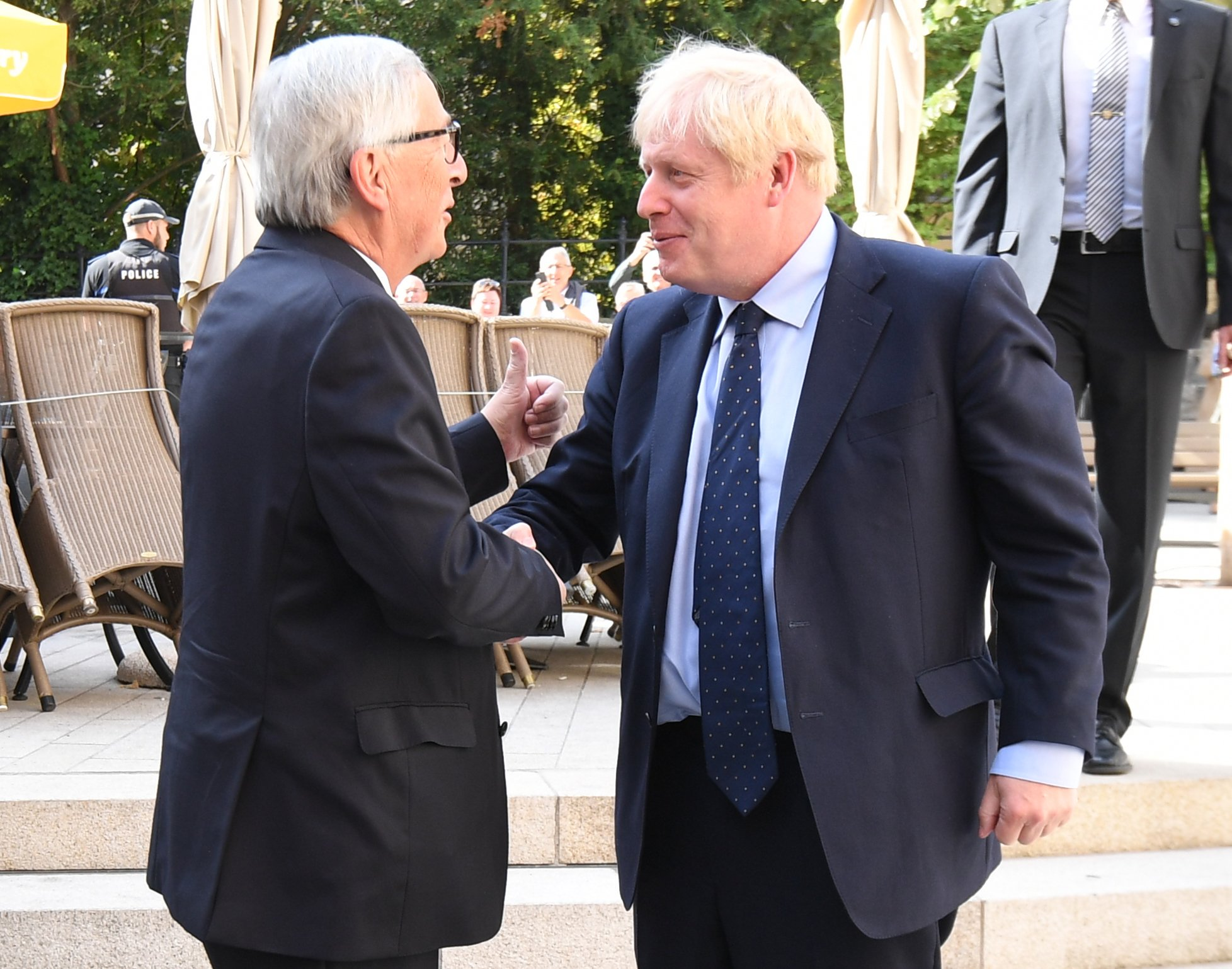
2019年9月16日，約翰遜與歐盟委員會主席讓-克洛德·容克會面，討論脫歐協議

在意识形态上，约翰逊将自己描述为“一国保守主义者”。伦敦政治经济学院的学者托尼·特拉弗斯描述约翰逊是“相当经典的、即小政府主义、轻度欧洲怀疑主义的保守派。他也欣然接受特拉弗斯赞赏的卡梅伦和乔治·奥斯本的“现代社会自由主义”。《卫报》同意约翰逊在市长期间混合了经济和社会自由主义，《经济学人》声称，约翰逊这样做“超越其保守党身份”，并采取更自由主义的立场。约翰逊《旁观者》的同事斯图尔特·里德（Stuart Reid）将后者的观点描述为“社会自由主义的自由意志主义者”观点。约翰逊通过对“现有规则典章的热爱并认识到社会层次结构的必然性”，保留了其个性中的“保守党要素”。:136、342
民间社团“民主审计”的执行主任斯图尔特·威尔克斯-希格指出，“鲍里斯在政治上是灵活的”， 而传记作家索尼娅·普内尔（Sonia Purnell）则表示约翰逊经常改变他对政治问题的看法，反映出她认为的“坚定的保守党外表下的意识形态空虚”。她后来提到约翰逊的“机会主义，一些人称之为实用主义的政治方法”。:2、121前大伦敦市长肯·利文斯通在接受《新政治家》采访时声称，他曾经担心约翰逊是“撒切尔夫人以来最强硬的右翼政客”，但通过观察约翰逊的市长任期，他得出结论，约翰逊是“相当懒惰的废物（tosser），只是想忝居高位”，而实绩了了。约翰逊有时被描述为“民粹主义者”和“民族主义者”。但约翰逊则回应说如果“民族主义”意味着鄙视其他民族的文化那他不是民族主义者。
虽然约翰逊因为他在《每日电讯报》中强烈的疑欧论文章而广为人知，但他的许多同事认为这是一种机会主义的诡计，在2016年英国脱欧公投之前，约翰逊曾就加入哪一派犹豫了很长时间，为此他前往乡下别墅，闭关静思，有人提出他可能同情联邦欧洲的事业。例如2012年，他欢迎土耳其加入欧盟。索尼娅·普内尔说他“既不是真欧洲主义者也不是小英格兰主义者”。:121-122:7
普内尔同时指出，约翰逊“不是精英主义者”。在一篇题为《长寿的精英主义》的文章中，约翰逊说“精英和精英主义者不可能一直在他们的洞穴里。”普内尔认为，约翰逊受他左翼的母亲家族的影响，导致他发自内心的“厌恶种族主义”。:25、52、198

## 公众形象

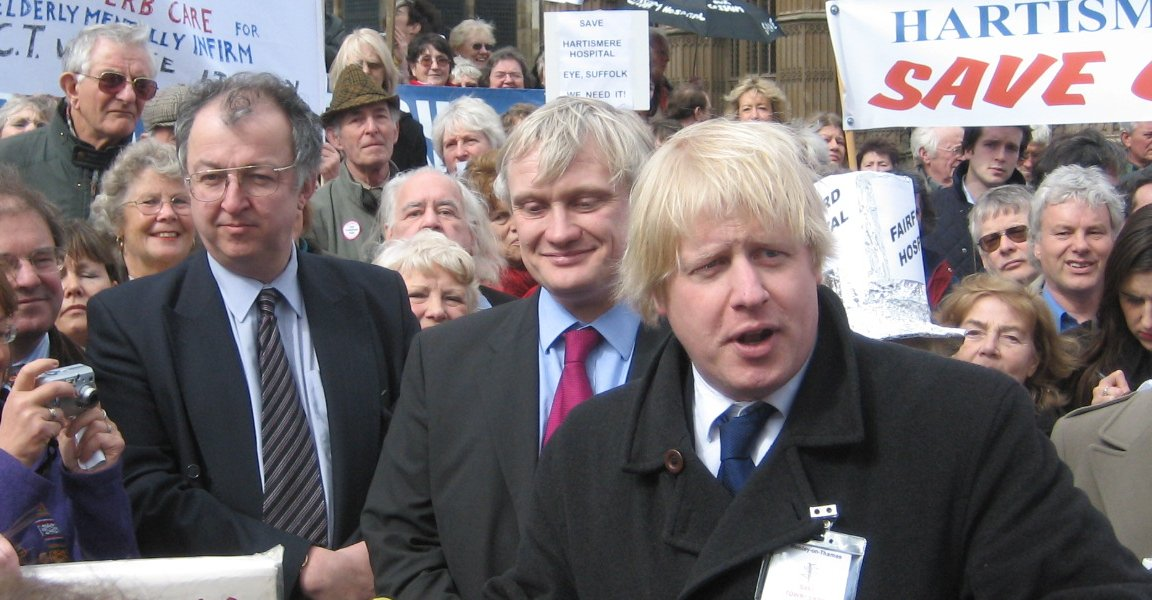
2006年3月，约翰逊与自由民主党议员约翰·海明（左）和保守党议员格拉汉姆·斯图尔特（中）示威反对关闭医院

除了世人皆知的“鲍里斯”，约翰逊还有各种绰号，包括“BoJo”，他的姓和名的混成词。:43传记作家索尼娅·普内尔将他的公众形象描述为“鲍里斯牌”，指出他在牛津大学时就已经开始经营了。约翰逊的前主编马克斯·黑斯廷斯把这个公众形象称为“外观类似于漫画家佩勒姆·格伦维尔·伍德豪斯笔下的人物，富有智慧、魅力、辉煌而令人惊叹的不稳定闪耀”，政治科学家安德鲁·克林斯说，约翰逊创造了“有强大智力资本的被喜欢和受信任的个人形象”。私家侦探编辑伊恩·希斯洛普将他定义为“儿童漫画鲍里斯”（Beano Boris），因为他的滑稽的性质，并说：“他是我们的贝卢斯科尼……他是我国唯一的对未来的持有乐观态度的政治家，其他人太忙了不能担负这个责任。”对记者戴夫·希尔来说，约翰逊是“英国政治中独一无二的人物，是喜剧演员、骗子、人为颠覆性情景表演者和民粹主义媒体明星前所未有的混合体”。 :1、91、103
约翰逊有目的地培养一個“半散漫的外表”，例如当他公开露面之前，他会刻意让头发呈现出散乱的外观。普内尔把他描述为“狂热的自我推销者”，他的生活充满“有趣和笑话”。安德鲁·克林斯称为“小丑”，约翰逊说，“幽默是一种工具，你可以用来给药丸加上糖衣（美化讨厌的东西），并得到你想要的重点。”普内尔指出，同事们经常表示，约翰逊利用别人使自己受益，传记作家安德鲁·金森注意到约翰逊是“我们时代的伟大奉承者之一”。普内尔指出，他使用“一点幽默和一大堆虚张声势”转移了人们对严肃问题的关注点。金森的文章称约翰逊是“人道的人”，当维护他自己的利益时，“也可能令人震惊地蔑视别人”。金森还指出，约翰逊“过分渴望被喜欢”。:1-3、183、214:108、258、301:74
根据普内尔的文章，“约翰逊有着巨大的魅力、机智幽默、充满性张力还有一头金发；他也受到数百万人的认可和喜爱，尽管很多人不得不与他密切合作（更不用说依赖他）。凭着资源、狡猾和战略眼光，当有利时机恰巧与其个人优势相吻合，他就可以摆脱严重的政治变故，但这些手段很少取得到实际成果、甚至详细计划支持”。此外，普内尔指出，约翰逊是对自己的私生活“高度回避的人”，他和别人之间有明显的距离，几乎没有亲密的私人朋友。在朋友和家人中，约翰逊被称为“亚力克”而不是“鲍里斯”。金森说，约翰逊“有很差的礼貌，他常迟到，也不在乎迟到，不关心着装。”高度雄心勃勃，非常有竞争力，生来就是“为争取至高无上而奋斗”。他会特别愤怒于他认为侮辱他的个人生活的内容；例如，当《电讯报》中的一篇文章激怒他时，他通过电子邮件给编辑萨姆·利思传达简单的信息“滚去死”（Fuck off and die）。因此，普内尔指出，约翰逊“用笨拙、自嘲或幽默”掩盖了他的无情，还补充说，约翰逊是“年少轻狂的讽刺和粗暴性引用”的粉丝。:1-7、15、26、37、456:17、301:43
约翰逊能讲流利的法语和意大利语，德语和西班牙语也很出色，尤精熟拉丁语，经常在他的报纸专栏和演讲中引用拉丁语格言。:91、109
约翰逊说过去他“经常吸大麻”，他赞成使医用大麻合法化。
约翰逊在英国政治和新闻业中是一位有争议的人物。普内尔将约翰逊描述为“后布莱尔时代英国政治中最为非常规，但引人注目的政治家”。她补充说，在英国，他“受到百万人的喜爱和所有人的熟知”。吉尔斯·爱德华兹和乔纳森·伊萨比评论说，约翰逊被称为“广泛而典型的公众人物”，他的朋友将他描述为“讨人喜的保守党人”，可以吸引其他保守党政客不能吸引的选民。金森表示“人们爱他，因为他让他们笑”，指出他已经成为“保守党普通党员的宠儿”。:1:148:47
普尼尔认识到，在2008年市长选举期间，他将“意见极端化”，批评者认为他是“邪恶、小丑、种族主义和偏执狂”。:345、365《卫报》记者波莉·汤因比的文章把他称为“小丑、花花公子、专注的反社会者和连续行骗的骗子”，:279而工党籍前大臣黑索尔·布莱尔斯称他为“令人讨厌的右翼精英，有恶劣的意见和犯罪的朋友”。:110约翰逊也被与美国总统唐纳德·特朗普比较。在2016年6月，前副首相尼克·克莱格将他描述为“唐纳德·特朗普的词典同义词”，保守党国会议员、前财政大臣祁淦禮将他描述为“更友善的唐纳德·特朗普”，而欧洲委员会主席办公室主任马丁·泽尔迈尔则将约翰逊和特朗普潜在当选的可能描述为其各自国家的“恐怖情景”。然而，约翰逊选择远离特朗普，在许多场合批评他，并且在北約峰會和北約數國領袖一起嘲笑特朗普。

## 私人生活

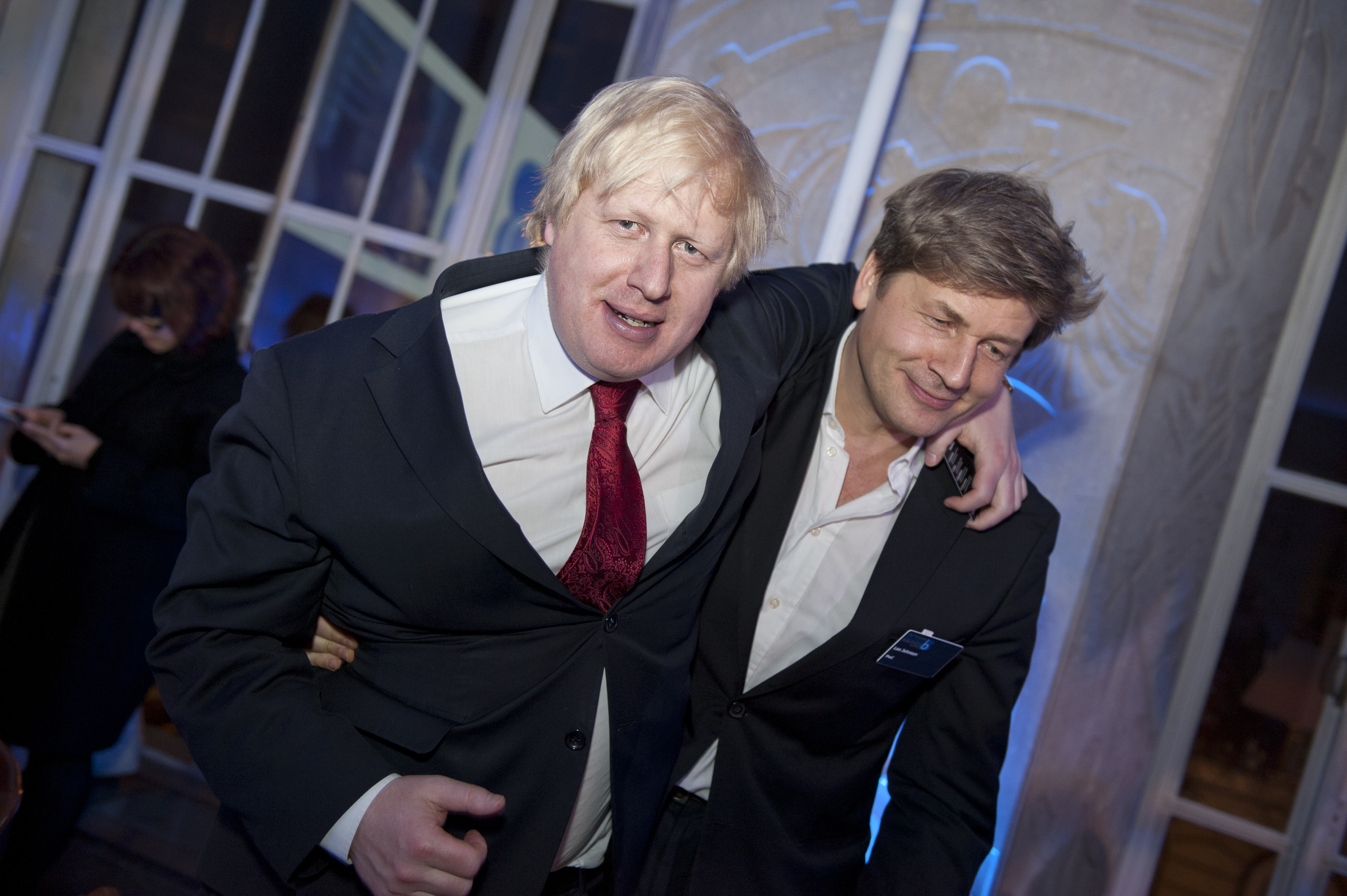
約翰遜及其弟弟利奧，攝於2013年

约翰逊的父亲斯坦利·約翰遜（Stanley Patrick Johnson，1940年8月18日-）也曾任英国国会议员，1984年落选，约翰逊的母亲夏洛特·约翰逊·沃尔（Charlotte Johnson Wahl，1942年5月29日-）是欧洲人权委员会主席詹姆斯·福西特爵士（James Fawcett，1913年4月26日-1991年6月24日）的女儿。约翰逊的妹妹蕾切尔（Rachel Johnson，1965年9月3日-）是记者，三弟利奧是会计公司普华永道的合伙人，四弟约·约翰逊是前下議院议员，官至商务部副大臣，卻因與兄政見不合而離開了政府，卻後又獲其安排為上議院貴族。约翰逊的继父是美国学者尼古拉斯·沃尔。约翰逊的继母珍妮弗（Jennifer Kidd）是前马莎百货主席泰迪·谢夫的继女。
1987年约翰逊与阿萊格拉·莫斯廷－歐文（Allegra Mostyn-Owen，1964年3月22日-）结婚，她是艺术史学家威廉·莫斯廷－歐文和意大利作家盖娅·塞瓦迪奥的女儿，1993年离婚。
1993年年底约翰逊与英國律師衛雯雅结婚（Marina Wheeler，1964年8月18日-）。惠勒家族和约翰逊家族已经交往了几十年，:11-12, 26–27, 71, 118, 119, 254瑪麗娜·惠勒在布鲁塞尔的欧洲学校和约翰逊同时就读。他们有四个孩子：二個女拉拉和卡西娅，和二個子米洛和西奥多。约翰逊和他的家人住在北伦敦的伊斯灵顿。
2009年，约翰逊与艺术顾问海伦·麦金太尔生下一女。2013年，因为这个私生女儿的存在，约翰逊打一系列的官司，上诉法院取消一项禁止要求报告的禁令；法官裁定公众有权知道约翰逊的“鲁莽”行为。
2018年9月，鮑裡斯·约翰逊和瑪麗娜·惠勒共同宣布，约翰逊持續被指控婚姻不忠之后，他们“分开了”，还宣布离婚诉讼已经开始。其時約翰遜已與其時婚姻的第三者、現時的太太凱莉·西蒙茲（Carrie Symonds）同居。離婚手續於2020年完成。
約翰遜和西蒙茲两人在2020年3月时都被感染2019冠状病毒病，其中西蒙兹还有孕。他們的第一个孩子于2020年4月29日，在倫敦大學醫學院附設醫院出生，母子均安。两人的儿子名为：韦佛雷德·罗利·尼古拉斯·约翰逊（Wilfred Lawrie Nicholas Johnson），纪念两人的祖父和治療約翰遜的醫生。二人2021年5月29日在西敏寺低調成婚。
2023年10月底，約翰遜加盟GB News频道，担任新闻主持人、节目制作人和评论员。
约翰逊也通晓英语外的6种语言，如法语、意大利语、德语、西班牙语、拉丁语和古希腊语。:109

### 公民权
出生在纽约市的约翰逊拥有英国和美国双重国籍。在2014年，约翰逊承认他在美国国家税务局的资本增值税的问题，最终他缴纳这笔税金。2015年2月，他宣布他打算放弃美国国籍以证明他对英国的忠诚。2017年2月，据报道他在2016年正式放弃美国国籍。

### 祖先
| \| \| \| \| \| \| \| \| \| \| \| \| \| \| \| \| \| \| \| \| 阿里·凯末尔[303] \| \| \| \| \| \| \| \| \| \| \| \| \| \| \| \| \| \| \| \| \| \| \| \| \| \| \| \| \| \| \| \| \| \| \| \| \| \| \| \| \| \| \| \| \| \| \| \| \| \| \| \| \| \| 威尔弗雷德·约翰逊，生于奥斯曼帝国[303] \| \| \| \| \| \| \| \| \| \| \| \| \| \| \| \| \| \| \| \| \| \| \| \| \| \| \| \| \| \| \| \| \| \| \| \| \| \| \| \| \| \| \| \| \| \| \| \| \| \| \| \| \| \| 弗兰克·布鲁[303] \| \| \| \| \| \| \| \| \| \| \| \| \| \| \| \| \| \| \| \| \| \| \| \| \| \| \| \| \| \| \| \| \| \| \| \| \| \| \| \| \| \| \| \| \| \| \| \| \| \| \| \| \| \| 威妮弗蕾德·布鲁 \| \| \| \| \| \| \| \| \| \| \| \| \| \| \| \| \| \| \| \| \| \| \| \| \| \| \| \| \| \| \| \| \| \| \| \| \| \| \| \| \| \| \| \| \| \| \| \| \| \| \| \| \| \| 玛格丽特·约翰逊[303] \| \| \| \| \| \| \| \| \| \| \| \| \| \| \| \| \| \| \| \| \| \| \| \| \| \| \| \| \| \| \| \| \| \| \| \| \| \| \| \| \| \| \| \| \| \| \| \| \| \| \| \| \| \| 斯坦利·约翰逊 (英国)[303] \| \| \| \| \| \| \| \| \| \| \| \| \| \| \| \| \| \| \| \| \| \| \| \| \| \| \| \| \| \| \| \| \| \| \| \| \| \| \| \| \| \| \| \| \| \| \| \| \| \| \| \| \| \| 斯坦利·F·威廉姆斯[303] \| \| \| \| \| \| \| \| \| \| \| \| \| \| \| \| \| \| \| \| \| \| \| \| \| \| \| \| \| \| \| \| \| \| \| \| \| \| \| \| \| \| \| \| \| \| \| \| \| \| \| \| \| \| 艾琳·威廉姆斯 \| \| \| \| \| \| \| \| \| \| \| \| \| \| \| \| \| \| \| \| \| \| \| \| \| \| \| \| \| \| \| \| \| \| \| \| \| \| \| \| \| \| \| \| \| \| \| \| \| \| \| \| \| \| 休伯特·冯·菲菲尔，符腾堡保罗王子之孙[304] \| \| \| \| \| \| \| \| \| \| \| \| \| \| \| \| \| \| \| \| \| \| \| \| \| \| \| \| \| \| \| \| \| \| \| \| \| \| \| \| \| \| \| \| \| \| \| \| \| \| \| \| \| \| 玛丽·路易莎·德·菲菲尔（或女男爵冯·菲菲尔）[303] \| \| \| \| \| \| \| \| \| \| \| \| \| \| \| \| \| \| \| \| \| \| \| \| \| \| \| \| \| \| \| \| \| \| \| \| \| \| \| \| \| \| \| \| \| \| \| \| \| \| \| \| \| \| 海伦·冯·河 \| \| \| \| \| \| \| \| \| \| \| \| \| \| \| \| \| \| \| \| \| \| \| \| \| \| \| \| \| \| \| \| \| \| \| \| \| \| \| \| \| \| \| \| \| \| \| \| \| \| \| \| \| \| 亚历山大·鲍里斯·德菲菲尔·约翰逊 \| \| \| \| \| \| \| \| \| \| \| \| \| \| \| \| \| \| \| \| \| \| \| \| \| \| \| \| \| \| \| \| \| \| \| \| \| \| \| \| \| \| \| \| \| \| \| \| \| \| \| \| \| \| 詹姆斯·福西特爵士 \| \| \| \| \| \| \| \| \| \| \| \| \| \| \| \| \| \| \| \| \| \| \| \| \| \| \| \| \| \| \| \| \| \| \| \| \| \| \| \| \| \| \| \| \| \| \| \| \| \| \| \| \| \| 夏洛特·福西特[34] \| \| \| \| \| \| \| \| \| \| \| \| \| \| \| \| \| \| \| \| \| \| \| \| \| \| \| \| \| \| \| \| \| \| \| \| \| \| \| \| \| \| \| \| \| \| \| \| \| \| \| \| \| \| 埃利亚斯·艾弗里·洛威，生于洛伊[35] \| \| \| \| \| \| \| \| \| \| \| \| \| \| \| \| \| \| \| \| \| \| \| \| \| \| \| \| \| \| \| \| \| \| \| \| \| \| \| \| \| \| \| \| \| \| \| \| \| \| \| \| \| \| 弗朗西斯·比阿特丽斯·洛威 \| \| \| \| \| \| \| \| \| \| \| \| \| \| \| \| \| \| \| \| \| \| \| \| \| \| \| \| \| \| \| \| \| \| \| \| \| \| \| \| \| \| \| \| \| \| \| \| \| \| \| \| \| \| 亨利·克林顿·波特 \| \| \| \| \| \| \| \| \| \| \| \| \| \| \| \| \| \| \| \| \| \| \| \| \| \| \| \| \| \| \| \| \| \| \| \| \| \| \| \| \| \| \| \| \| \| \| \| \| \| \| \| \| \| 海伦·特雷斯·波特 \| \| \| \| \| \| \| \| \| \| \| \| \| \| \| \| \| \| \| \| \| \| \| \| \| \| \| \| \| \| \| \| \| \| \| \| \| \| \| \| \| \| \| \| \| \| \| \| \| \| \| \| \| \| 克拉拉·霍尔库姆 \| \| \| \| \| \| \| \| \| \| \| \| \| \| \| \| \| \| \| \| \| \| \| \| \| \| \| \| \| \| \| \| \| \| \| \| \| \| \| \| \| \| \| \| \| \| \| \| \| \| \| \| |                                            |  |  |  |  |  |  |  |  |  |  |  |  |  |  |  |
| |                                            |  |  |  |  |  |  |  |  |  |  |  |  |  |  |  |
| | 阿里·凯末尔                                |  |  |  |  |  |  |  |  |  |  |  |  |  |  |  |
| |                                            |  |  |  |  |  |  |  |  |  |  |  |  |  |  |  |
| |                                            |  |  |  |  |  |  |  |  |  |  |  |  |  |  |  |
| | 威尔弗雷德·约翰逊，生于奥斯曼帝国          |  |  |  |  |  |  |  |  |  |  |  |  |  |  |  |
| |                                            |  |  |  |  |  |  |  |  |  |  |  |  |  |  |  |
| |                                            |  |  |  |  |  |  |  |  |  |  |  |  |  |  |  |
| | 弗兰克·布鲁                                |  |  |  |  |  |  |  |  |  |  |  |  |  |  |  |
| |                                            |  |  |  |  |  |  |  |  |  |  |  |  |  |  |  |
| |                                            |  |  |  |  |  |  |  |  |  |  |  |  |  |  |  |
| | 威妮弗蕾德·布鲁                            |  |  |  |  |  |  |  |  |  |  |  |  |  |  |  |
| |                                            |  |  |  |  |  |  |  |  |  |  |  |  |  |  |  |
| |                                            |  |  |  |  |  |  |  |  |  |  |  |  |  |  |  |
| | 玛格丽特·约翰逊                            |  |  |  |  |  |  |  |  |  |  |  |  |  |  |  |
| |                                            |  |  |  |  |  |  |  |  |  |  |  |  |  |  |  |
| |                                            |  |  |  |  |  |  |  |  |  |  |  |  |  |  |  |
| | 斯坦利·约翰逊 (英国)                       |  |  |  |  |  |  |  |  |  |  |  |  |  |  |  |
| |                                            |  |  |  |  |  |  |  |  |  |  |  |  |  |  |  |
| |                                            |  |  |  |  |  |  |  |  |  |  |  |  |  |  |  |
| | 斯坦利·F·威廉姆斯                          |  |  |  |  |  |  |  |  |  |  |  |  |  |  |  |
| |                                            |  |  |  |  |  |  |  |  |  |  |  |  |  |  |  |
| |                                            |  |  |  |  |  |  |  |  |  |  |  |  |  |  |  |
| | 艾琳·威廉姆斯                              |  |  |  |  |  |  |  |  |  |  |  |  |  |  |  |
| |                                            |  |  |  |  |  |  |  |  |  |  |  |  |  |  |  |
| |                                            |  |  |  |  |  |  |  |  |  |  |  |  |  |  |  |
| | 休伯特·冯·菲菲尔，符腾堡保罗王子之孙       |  |  |  |  |  |  |  |  |  |  |  |  |  |  |  |
| |                                            |  |  |  |  |  |  |  |  |  |  |  |  |  |  |  |
| |                                            |  |  |  |  |  |  |  |  |  |  |  |  |  |  |  |
| | 玛丽·路易莎·德·菲菲尔（或女男爵冯·菲菲尔） |  |  |  |  |  |  |  |  |  |  |  |  |  |  |  |
| |                                            |  |  |  |  |  |  |  |  |  |  |  |  |  |  |  |
| |                                            |  |  |  |  |  |  |  |  |  |  |  |  |  |  |  |
| | 海伦·冯·河                                 |  |  |  |  |  |  |  |  |  |  |  |  |  |  |  |
| |                                            |  |  |  |  |  |  |  |  |  |  |  |  |  |  |  |
| |                                            |  |  |  |  |  |  |  |  |  |  |  |  |  |  |  |
| | 亚历山大·鲍里斯·德菲菲尔·约翰逊            |  |  |  |  |  |  |  |  |  |  |  |  |  |  |  |
| |                                            |  |  |  |  |  |  |  |  |  |  |  |  |  |  |  |
| |                                            |  |  |  |  |  |  |  |  |  |  |  |  |  |  |  |
| | 詹姆斯·福西特爵士                          |  |  |  |  |  |  |  |  |  |  |  |  |  |  |  |
| |                                            |  |  |  |  |  |  |  |  |  |  |  |  |  |  |  |
| |                                            |  |  |  |  |  |  |  |  |  |  |  |  |  |  |  |
| | 夏洛特·福西特                              |  |  |  |  |  |  |  |  |  |  |  |  |  |  |  |
| |                                            |  |  |  |  |  |  |  |  |  |  |  |  |  |  |  |
| |                                            |  |  |  |  |  |  |  |  |  |  |  |  |  |  |  |
| | 埃利亚斯·艾弗里·洛威，生于洛伊             |  |  |  |  |  |  |  |  |  |  |  |  |  |  |  |
| |                                            |  |  |  |  |  |  |  |  |  |  |  |  |  |  |  |
| |                                            |  |  |  |  |  |  |  |  |  |  |  |  |  |  |  |
| | 弗朗西斯·比阿特丽斯·洛威                   |  |  |  |  |  |  |  |  |  |  |  |  |  |  |  |
| |                                            |  |  |  |  |  |  |  |  |  |  |  |  |  |  |  |
| |                                            |  |  |  |  |  |  |  |  |  |  |  |  |  |  |  |
| | 亨利·克林顿·波特                           |  |  |  |  |  |  |  |  |  |  |  |  |  |  |  |
| |                                            |  |  |  |  |  |  |  |  |  |  |  |  |  |  |  |
| |                                            |  |  |  |  |  |  |  |  |  |  |  |  |  |  |  |
| | 海伦·特雷斯·波特                           |  |  |  |  |  |  |  |  |  |  |  |  |  |  |  |
| |                                            |  |  |  |  |  |  |  |  |  |  |  |  |  |  |  |
| |                                            |  |  |  |  |  |  |  |  |  |  |  |  |  |  |  |
| | 克拉拉·霍尔库姆                            |  |  |  |  |  |  |  |  |  |  |  |  |  |  |  |
| |                                            |  |  |  |  |  |  |  |  |  |  |  |  |  |  |  |
| |                                            |  |  |  |  |  |  |  |  |  |  |  |  |  |  |  |

## 荣誉

### 官方勋奖
- 乌克兰
  -  自由勋章（英语：Order of Liberty (Ukraine)）（2022年于基辅授予[305][306]）

|  |  |  |  |  |  |  |  |  |

| 烏克蘭自由勳章（MOL） | 烏克蘭自由勳章（MOL） | 烏克蘭自由勳章（MOL） | 伊莉莎白二世白金禧紀念章 | 伊莉莎白二世白金禧紀念章 | 伊莉莎白二世白金禧紀念章 | 查理三世加冕紀念章 | 查理三世加冕紀念章 | 查理三世加冕紀念章 |

### 荣誉市民
- 敖德萨荣誉市民（2022年7月2日[307]）
- 基辅荣誉市民（2023年1月19日）

### 其它奖项
- 英国年度澳大利亚人（英语：Australian of the Year）（2014年1月26日）

## 傳記
- Johnson's Column (Continuum International – Academi) ISBN 0-8264-6855-1
- Friends, Voters, Countrymen (HarperCollins, 2001) ISBN 0-00-711913-5
- Lend Me Your Ears (HarperCollins, 2003) ISBN 0-00-717224-9
- Seventy-Two Virgins (HarperCollins, 2004) ISBN 0-00-719590-7
- Aspire Ever Higher / University Policy for the 21st century (Politeia, 2006)
- The Dream of Rome (HarperCollins, 2006) ISBN 0-00-722441-9
- Have I Got Views For You (HarperPerennial, 2006) ISBN 0-00-724220-4
- Life in the Fast Lane: The Johnson Guide to Cars (HarperPerennial, 2007) ISBN 0-00-726020-2
- The Perils of the Pushy Parents: A Cautionary Tale (HarperPress 2007) ISBN 0-00-726339-2
- Johnson's Life of London (HarperPress 2011) ISBN 0-00-741893-0
- The Churchill Factor (Hodder & Stoughton 2014) ISBN 978-1-44-478302-5

### 引用
1. ↑  . 聯合新聞網.   [2017-02-10]. （原始内容存档于2017-02-11）.
2. ↑  "Boris Johnson forced to share Foreign Office country residence with Cabinet colleagues David Davis and Liam Fox" （页面存档备份，存于）.  Telegraph, Kate McCann, 18 July 2016
3. 〈結果將於7.23宣佈 （页面存档备份，存于）〉，《香港蘋果日報》，2019年6月25日。
4. 〈鲍里斯·约翰逊将接任英国首相 （页面存档备份，存于）〉，《新华网》，2019年7月23日。
5. 〈結果將於7.23宣佈 （页面存档备份，存于）〉，《香港蘋果日報》，2019年6月25日。
6. 「疑歐派」若當選英國首相　全球金融市場不確定性大增！ （页面存档备份，存于），ETtoday新聞雲，2019-07-17。
7. . 公視. 2022-07-07  [2023-04-02]. （原始内容存档于2023-04-02）.
8. 〈結果將於7.23宣佈 （页面存档备份，存于）〉，《香港蘋果日報》，2019年6月25日。
9. 「疑歐派」若當選英國首相　全球金融市場不確定性大增！ （页面存档备份，存于），ETtoday新聞雲，2019-07-17。
10. . 公視. 2022-07-07  [2023-04-02]. （原始内容存档于2023-04-02）.
11. 〈鲍里斯·约翰逊将接任英国首相 （页面存档备份，存于）〉，《新华网》，2019年7月23日。
12. 〈結果將於7.23宣佈 （页面存档备份，存于）〉，《香港蘋果日報》，2019年6月25日。
13. 「疑歐派」若當選英國首相　全球金融市場不確定性大增！ （页面存档备份，存于），ETtoday新聞雲，2019-07-17。
14. . 公視. 2022-07-07  [2023-04-02]. （原始内容存档于2023-04-02）.
15. 〈鲍里斯·约翰逊将接任英国首相 （页面存档备份，存于）〉，《新华网》，2019年7月23日。
16. 「疑歐派」若當選英國首相　全球金融市場不確定性大增！ （页面存档备份，存于），ETtoday新聞雲，2019-07-17。
17. . 公視. 2022-07-07  [2023-04-02]. （原始内容存档于2023-04-02）.
18. 〈鲍里斯·约翰逊将接任英国首相 （页面存档备份，存于）〉，《新华网》，2019年7月23日。
19. 「疑歐派」若當選英國首相　全球金融市場不確定性大增！ （页面存档备份，存于），ETtoday新聞雲，2019-07-17。
20. . 公視. 2022-07-07  [2023-04-02]. （原始内容存档于2023-04-02）.
21. 〈鲍里斯·约翰逊将接任英国首相 （页面存档备份，存于）〉，《新华网》，2019年7月23日。
22. 〈結果將於7.23宣佈 （页面存档备份，存于）〉，《香港蘋果日報》，2019年6月25日。
23. 「疑歐派」若當選英國首相　全球金融市場不確定性大增！ （页面存档备份，存于），ETtoday新聞雲，2019-07-17。
24. . 公視. 2022-07-07  [2023-04-02]. （原始内容存档于2023-04-02）.
25. 〈鲍里斯·约翰逊将接任英国首相 （页面存档备份，存于）〉，《新华网》，2019年7月23日。
26. 〈結果將於7.23宣佈 （页面存档备份，存于）〉，《香港蘋果日報》，2019年6月25日。
27. ↑  . BBC. BBC.   [2019-07-29]. （原始内容存档于2021-02-06）.
28. ↑  . BBC News.   [2022-07-07]. （原始内容存档于2022-07-08） （英国英语）.
29. ↑  . BBC News 中文.   [2022-07-07]. （原始内容存档于2022-07-25） （中文（简体））.
30. ↑  . BBC News. 2023-06-09  [2023-06-10]. （原始内容存档于2023-10-12） （英国英语）.
31. ↑  中央通訊社. . 中央社 CNA. 2025-08-04  [2025-08-05] （中文（臺灣））.
32. ↑  Acar, Özgen.  [A Visit to Family Home]. Hürriyet Daily News (Turkey). 2008-06-20  [2016-07-19]. （原始内容存档于2016-05-10） （土耳其语）.
33. ↑  Gökçe, Deniz.  [Obama versus Boris Johnson]. Akşam (Turkey). 2016-04-25  [2016-07-19]. （原始内容存档于2016-05-01） （土耳其语）.
34. 1 2  Llewellyn Smith, Julia. . The Sunday Telegraph (London). 2008-05-18  [2010-07-07]. （原始内容存档于2011-01-23）.
35. 1 2  Interview: Boris Johnson – my Jewish credentials （页面存档备份，存于）, The Jewish Chronicle, Daniella Peled, April 2008
36. ↑  Woodward, Will. .   [2017-04-24]. （原始内容存档于2019-07-15）.
37. 1 2 3 4 5 6 7 8 9 10 11 12 13 14 15 16 17 18 19 20 21 22 23 24 25 26 27 28 29 30 31 32 33 34 35 36 37 38 39 40 41 42 43 44 45 46 47 48 49 50 51 52 53  Purnell, Sonia.  [只是鲍里斯：鲍里斯·约翰逊：政治名人的不可抗拒的崛起]. London: Aurum Press Ltd. 2011. ISBN 1-84513-665-9.
38. 1 2 3 4 5 6 7 8 9 10 11 12 13 14 15 16 17 18 19 20 21 22 23 24 25 26 27 28 29 30 31 32 33 34 35 36 37 38 39 40 41  Gimson, Andrew.  [鲍里斯·约翰逊的兴起] 2nd. Simon & Schuster. 2012.
39. 1 2 3 4 5 6 7 8 9 10 11 12 13 14 15 16 17 18 19 20 21 22  Edwards, Giles; Isaby, Jonathan.  [鲍里斯VS肯：约翰逊如何赢得伦敦]. London: Politico's. 2008. ISBN 978-1842752258.
40. ↑  Johnson, Stanley.  [斯坦利·约翰逊：为什么我仍然是布鲁塞尔的粉丝]. The Daily Telegraph (London). 2016-06-18  [2016-06-25]. （原始内容存档于2021-02-06）.
41. ↑  . The Huffington Post. 2013-05-28  [2014-05-29]. （原始内容存档于2018-12-11）.; . The Guardian. 2011-08-10  [2014-05-29]. （原始内容存档于2021-02-06）.
42. ↑  Deedes, Henry. . The Independent (London). 2006-08-07  [2017-04-24]. （原始内容存档于2008-11-22）.
43. ↑  . The Guardian (London). 2003-10-05  [2017-04-24]. （原始内容存档于2021-02-06）.
44. ↑  "Boris Johnson's media scrapes" （页面存档备份，存于）. BBC News. 17 July 2007.
45. 1 2 3 4  . BBC Newsbeat. 2016-07-14  [2018-04-18]. （原始内容存档于2020-11-24）.
46. ↑  Johnson, Boris. . BBC Newsbeat. 2016-07-14  [2018-04-18]. （原始内容存档于2020-08-28）.
47. ↑  Boris Johnson. . The Daily Telegraph. 2002-01-10  [2017-04-24]. （原始内容存档于2020-08-28）.
48. ↑  Boris Johnson. . The Daily Telegraph. 2005-09-01  [2017-04-24]. （原始内容存档于2021-02-06）.
49. ↑  . BBC.   [2016-12-18]. （原始内容存档于2006-05-31）.
50. ↑  . news.bbc.co.uk.   [2016-12-18]. （原始内容存档于2020-11-16）.
51. ↑  . BBC News. 2004-10-19  [2017-04-24]. （原始内容存档于2006-05-22）.
52. ↑  . The Independent (London). 2004-11-14  [2013-09-12]. （原始内容存档于2004-12-13）.
53. ↑  Barber, Lynn (19 October 2008). "No more Mr Nice Guy" （页面存档备份，存于）. The Guardian (London).
54. ↑  Woodward, Will. . The Guardian (London). 2006-09-06  [2006-09-17]. （原始内容存档于2021-02-06）.
55. ↑  Fazakerley, Anna (24 February 2006),"Blond has more fun but fails to thwart anti top-up fee vote" （页面存档备份，存于）. Times Higher Education Supplement (London).
56. ↑  Brook, Stephen. . The Guardian (London). 2008-05-15  [2010-07-07]. （原始内容存档于2021-02-06）.
57. ↑  . BBC News. 2015-02-11  [2018-04-18]. （原始内容存档于2020-08-22）.
58. ↑  Jones, George. . The Daily Telegraph (London). 2007-07-16  [2013-02-17]. （原始内容存档于2021-02-06）.
59. ↑  . BBC News. 2007-09-27  [2010-01-02]. （原始内容存档于2008-04-13）.
60. ↑  Hosken, Andrew.  [肯·利文斯通的崛起和淡出]. Arcadia Books. 2008: 426-427. ISBN 978-1-905147-72-4.
61. ↑  Jones, Sam. . The Guardian (London). 2008-04-02  [2010-04-01]. （原始内容存档于2021-02-06）.
62. 1 2  . BBC News. 2008-05-03  [2008-05-03]. （原始内容存档于2017-08-09）.
63. ↑  Grice, Andrew. . The Independent (London). 2008-05-03  [2008-10-08]. （原始内容存档于2008-05-05）.
64. ↑  Watt, Nicholas. . The Guardian (London). 2008-05-03  [2010-04-01]. （原始内容存档于2021-02-06）.
65. ↑   (新闻稿). Greater London Authority. 2008-05-06  [2008-05-07]. （原始内容存档于2008-05-13）.
66. ↑  . BBC News. 2009-07-14  [2010-01-02]. （原始内容存档于2022-01-13）.
67. ↑  Mulholland, Hélène. . The Guardian (London). 2009-07-14  [2010-04-01]. （原始内容存档于2021-02-06）.
68. ↑  . The Guardian. 2015-07-15  [2017-04-24]. （原始内容存档于2021-02-06）.
69. ↑  Adam Vaughan. . Guardian newspapers. 2016-05-16  [2016-08-22]. （原始内容存档于2021-02-06）.
70. 1 2  . Daily Telegraph. 2016-05-17  [2016-08-22]. （原始内容存档于2021-02-06）.
71. ↑  Caroline Mortimer. . The Independent. 2016-05-16  [2017-04-24]. （原始内容存档于2020-04-23）.
72. ↑  Martin Hoscik. . MayorWatch.   [2017-04-24]. （原始内容存档于2019-07-20）.
73. ↑  Waugh, Paul. . London Evening Standard. 2008-05-12  [2013-11-21]. （原始内容存档于2020-11-29）.
74. ↑  Johnson, Boris.  (PDF). Getting Londoners Moving (Transport Manifesto for the 2008 Mayoral election) (Back Boris campaign). : 38  [2013-11-21]. （原始内容存档 (PDF)于2010-04-23）.
75. ↑  Murray, Dick. . London Evening Standard. 2008-07-02  [2013-11-21]. （原始内容存档于2020-09-03）.
76. ↑  . BBC News. 2013-11-21  [2015-02-17]. （原始内容存档于2021-02-06）.
77. 1 2   (新闻稿). Greater London Authority. 2008-05-06  [2008-05-08]. （原始内容存档于2008-05-12）.
78. ↑  Watts, Robert; Oliver, Jonathan. . The Times (London). 2008-05-11  [2008-05-11]. （原始内容存档于2011-04-30）.
79. ↑  Taylor, Matthew. . The Guardian. 2008-07-04  [2008-07-05]. （原始内容存档于2021-02-06）.
80. ↑  Mulholland, Helene; Booth, Robert; Strudwick, Patrick. . The Guardian (London). 2012-04-12  [2017-04-24]. （原始内容存档于2020-12-17）.
81. ↑  Mulholland, Hélène. . The Guardian (London). 2008-08-01  [2010-04-01]. （原始内容存档于2019-07-20）.
82. ↑  Prince, Rosa. . The Daily Telegraph (London). 2008-08-01  [2010-04-01]. （原始内容存档于2008-08-07）.
83. ↑  . BBC News. 2008-10-02  [2010-04-01]. （原始内容存档于2020-04-23）.
84. ↑  O'Neill, Sean; Fresco, Adam; Coates, Sam. . The Times (London). 2008-10-03  [2010-04-01].[]
85. ↑  Donovan, Tim. . BBC News. 2011-11-16  [2017-04-24]. （原始内容存档于2021-02-06）.
86. ↑   (新闻稿). Greater London Authority. 2008-05-08  [2008-05-07]. （原始内容存档于2008-05-18）.
87. ↑  . MayorWatch. 2008-05-09  [2013-09-12]. （原始内容存档于2008-05-13）.
88. ↑  The Media Guardian 100 – 87 Patience Wheatcroft （页面存档备份，存于）. The Guardian (London). 17 July 2006.
89. ↑  .   [2016-06-25]. （原始内容存档于2019-06-22）.
90. ↑  . London Evening Standard. 2008-07-15  [2016-06-25]. （原始内容存档于2021-02-06）.
91. ↑  Mulholland, Helene. . The Guardian (London). 2010-12-15  [2017-04-24]. （原始内容存档于2020-12-02）.
92. ↑  Mulholland, Hélène. . The Guardian (London). 2010-07-20  [2017-04-24]. （原始内容存档于2021-02-06）.
93. ↑  . The Daily Telegraph (London). 2013-05-21  [2017-04-24]. （原始内容存档于2021-02-06）.
94. ↑  Mulholland, Hélène. . The Guardian (London). 2009-10-09  [2017-04-24]. （原始内容存档于2021-02-06）.
95. ↑  Coates, Sam. . The Times (London). 2009-10-08  [2017-04-24]. （原始内容存档于2011-04-30）.
96. ↑  . BBC News. 2009-11-03  [2009-11-07]. （原始内容存档于2020-03-01）.
97. ↑  . Time (New York). 2009-11-04  [2009-11-07]. （原始内容存档于2013-08-26）.
98. ↑  . BBC News. 2012-05-05  [2012-05-05]. （原始内容存档于2021-02-06）.
99. 1 2 3  Crines, Andrew S.  [鲍里斯·约翰逊为什么赢得20102伦敦市长选举？]. Public Policy and Administration Research. 2013, 3 (9): 1-7.
100. ↑  . London 2012.   [2012-12-11]. （原始内容存档于2012-07-29）.
101. ↑  . The Guardian (video). 2012-07-30  [2012-12-11]. （原始内容存档于2021-02-06）.
102. ↑  . BBC News. 2012-07-22  [2012-12-11]. （原始内容存档于2012-10-31）.
103. ↑  Bozier, Luke. . Conservative Home blogs. 2012-09-09  [2012-12-11]. （原始内容存档于2012-11-02）.
104. ↑  . BBC News. 2013-11-21  [2013-11-21]. （原始内容存档于2021-02-06）.
105. ↑  Beard, Matthew. . London Evening Standard. 2013-11-21  [2013-11-21]. （原始内容存档于2021-02-06）.
106. ↑  . The Belfast Telegraph. 2012-02-11  [2017-04-24]. （原始内容存档于2012-06-24）.
107. ↑  . The Irish Times (Dublin). 2012-03-13  [2012-03-13]. （原始内容存档于2012-03-13）.
108. ↑  Williams, Rob. . The Independent (London). 2013-02-25  [2013-05-21]. （原始内容存档于2013-04-20）.
109. ↑  Topping, Alexandra. . The Guardian (London). 2013-07-08  [2013-07-16]. （原始内容存档于2021-02-06）.
110. ↑  Wright, Oliver. . The Independent (London). 2013-07-08  [2013-07-16]. （原始内容存档于2020-08-23）.
111. ↑  . BBC. 2016-04-22  [2018-04-18]. （原始内容存档于2021-02-06）.
112. ↑  Ross, Tim. . BBC. 2016-05-15  [2018-04-18]. （原始内容存档于2021-02-06）.
113. ↑  Kampfner, John. . The Guardian. 2014-11-03  [2016-07-14]. （原始内容存档于2021-02-06）.
114. ↑  . YouGov: What the world thinks.   [2018-07-17]. （原始内容存档于2018-07-18）.
115. ↑  . The Guardian. 2016-07-01  [2016-07-01]. （原始内容存档于2021-02-06）.
116. ↑  Boris Johnson could face investigation over Thames garden bridge （页面存档备份，存于） The Guardian 28 February 2018
117. ↑  Boris Johnson under growing pressure over scrapped garden bridge （页面存档备份，存于） The Guardian 19 March 2018
118. ↑  de Peyer, Robin. . London Evening Standard. 2014-08-26  [2014-08-26]. （原始内容存档于2021-02-06）.
119. ↑  Johnston, Chris. . The Guardian (London). 2014-09-12  [2015-03-30]. （原始内容存档于2021-02-06）.
120. ↑  Swinford, Steven; Holehouse, Matthew (12 September 2014). "Boris Johnson selected to stand for Tories in Uxbridge and South Ruislip" （页面存档备份，存于）. The Daily Telegraph. London. Retrieved 4 April 2015.
121. ↑  Bennett, Asa. . LondonlovesBusiness.com. 2012-09-17  [2012-10-08]. （原始内容存档于2012-10-07）.
122. ↑  . BBC News. 2012-02-21  [2012-02-21]. （原始内容存档于2021-02-06）.
123. ↑  Wearden, Graeme. . The Guardian (London). 2016-02-22  [2016-02-22]. （原始内容存档于2021-02-06）.
124. ↑  Stone, Jon. . The Independent (London). 2016-04-22  [2016-06-30]. （原始内容存档于2016-04-24）.
125. 1 2  . BBC News. 2016-04-22  [2016-04-23]. （原始内容存档于2021-02-06）.
126. ↑  Lawless, Jill. . The Times of Israel (Jerusalem). 2016-04-22  [2016-04-23]. （原始内容存档于2021-02-06）.
127. ↑  Espinoza, Javier. . The Daily Telegraph (London). 2016-04-28  [2016-04-28]. （原始内容存档于2021-02-06）.
128. ↑  Clark, Natasha. . Times Red Box. 2016-04-25  [2016-04-26]. （原始内容存档于2016-12-23）.
129. ↑  Sparrow, Andrew; McDonald, Henry; Asthana, Anushka. . The Guardian (London). 2016-04-25  [2016-04-26]. （原始内容存档于2021-02-06）.
130. ↑  Stone, Jon. . The Independent (London). 2016-04-25  [2016-04-26]. （原始内容存档于2020-08-26） （英国英语）.
131. ↑  . BBC politics. 2019-01-18  [2019-01-24]. （原始内容存档于2021-02-06）.
132. ↑  . VoteLeave. 2016-06-16  [2019-01-24]. （原始内容存档于2018-09-20）.
133. ↑  . The Telegraph. 2016-06-20  [2017-04-24]. （原始内容存档于2016-07-04）.
134. ↑  . The Guardian. 2016-06-22  [2017-04-24]. （原始内容存档于2020-04-06）.
135. ↑  . The Guardian (London). 2016-06-24  [2016-06-30]. （原始内容存档于2021-02-06）.
136. ↑  Cowburn, Ashley. . The Independent (London). 2016-06-30  [2016-06-30]. （原始内容存档于2020-08-25）.
137. ↑  . BBC News. 2016-06-30  [2016-06-30]. （原始内容存档于2016-07-01）.
138. ↑  Witte, Griff. . The Washington Post. 2016-06-30  [2016-06-30]. （原始内容存档于2021-02-06）.
139. ↑  . The Daily Telegraph (London). 2016-06-30  [2016-06-30]. （原始内容存档于2016-06-30）.
140. ↑  Hughes, Laura. . The Daily Telegraph (London). 2016-06-30  [2016-06-30]. （原始内容存档于2016-06-30）.
141. ↑  Swinford, Steven. . The Daily Telegraph. 2016-07-01  [2017-04-24]. （原始内容存档于2016-08-19）.
142. ↑  May, Josh. . Politics Home. 2016-06-30  [2017-04-24]. （原始内容存档于2017-02-07）.
143. ↑  Asthana, Anushka; Mason, Rowena. . The Guardian (London). 2016-07-04  [2016-07-05]. （原始内容存档于2016-07-05）.
144. 1 2  RobDotHutton, Robert Hutton.  [约翰逊任梅内阁外交大臣]. Bloomberg.com.   [2016-07-13]. （原始内容存档于2020-11-08）.
145. ↑  Patrick Wintour.  [鲍里斯·约翰逊和外交不是同义词]. The Guardian. 2016-07-13  [2016-07-14]. （原始内容存档于2021-02-06）.
146. ↑   [约翰逊任外交大臣：世界反应]. BBC News. 2016-07-14  [2016-07-14]. （原始内容存档于2021-02-06）.
147. 1 2  Bonnie Malkin; Philip Oltermann; Tom Phillips.  [“也许英国人只是和我们开玩笑”：世界对外交大臣鲍里斯·约翰逊的反应]. The Guardian. 2016-07-14  [2016-07-14]. （原始内容存档于2021-02-06）.
148. ↑  Holton, Kate; Pitas, Costas. . Reuters (Thomson Reuters). 2016-07-14  [2016-07-14]. （原始内容存档于2021-02-06）.
149. ↑  Robert Moore. . ITV News. 2016-07-14  [2016-07-14]. （原始内容存档于2021-02-06）.
150. ↑  Stephen Bush. . The New Statesman. 2016-07-14  [2016-07-14]. （原始内容存档于2021-02-06）.
151. ↑  Thomas Hüetlin.  [Boris Johnson as Foreign Secretary: The whipping boy]. Der Spiegel. 2016-07-14  [2016-07-14]. （原始内容存档于2021-02-06） （德语）.
152. ↑  John Cassidy. . New Yorker. 2016-07-13  [2016-07-14]. （原始内容存档于2021-02-06）.
153. ↑  Steven Swinford. . Daily Telegraph. 2016-08-14  [2016-08-16]. （原始内容存档于2021-02-06）.
154. ↑  Peter Walker and Toby Helm. . Guardian newspapers. 2016-09-11  [2016-09-11]. （原始内容存档于2021-02-06）.
155. ↑  Griff Witte. . Washington Post. 2016-09-17  [2016-09-18]. （原始内容存档于2021-02-06）.
156. ↑  . The Independent. 2016-09-21  [2017-04-24]. （原始内容存档于2020-08-27）.
157. ↑  . The Guardian. 2016-09-05  [2017-04-24]. （原始内容存档于2021-02-06）.
158. ↑  . The Independent. 2016-09-27  [2017-04-24]. （原始内容存档于2021-02-06）.
159. ↑   [鲍里斯·约翰逊赢得讽刺埃尔多安诗歌赛]. The Guardian. 2016-05-19  [2016-07-16]. （原始内容存档于2021-02-06）.
160. ↑  . Coffee House. 2016-09-27  [2017-11-15]. （原始内容存档于2019-12-09） （美国英语）.
161. ↑  . Politico. 2016-09-28  [2017-04-24]. （原始内容存档于2021-02-06）.
162. ↑  . The Australian. 2016-09-23.
163. ↑  Baxter, Holly; Watts, Joe. . The Independent. 2017-01-04  [2017-01-04]. （原始内容存档于2020-06-05）.
164. 1 2  . 2016-12-08  [2018-07-13]. （原始内容存档于2021-02-06） –www.bbc.co.uk.
165. ↑  Tovey, Alan. . 2015-03-08  [2017-11-15]. ISSN 0307-1235. （原始内容存档于2021-02-06） （英国英语）.
166. ↑  Dominiczak, Peter. . The Telegraph. 2016-12-08  [2017-11-15]. ISSN 0307-1235. （原始内容存档于2021-02-06） （英国英语）.
167. ↑  . 2016-12-08  [2018-07-13]. （原始内容存档于2021-02-06） –www.bbc.co.uk.
168. ↑  .   [2017-04-24]. （原始内容存档于2021-02-06）.
169. ↑  .   [2017-06-11]. （原始内容存档于2017-06-11）.
170. ↑  Hope, Christopher. . The Telegraph. 2017-09-16  [2017-11-15]. ISSN 0307-1235. （原始内容存档于2021-02-06） （英国英语）.
171. ↑  Sylvester, Rachel. . 2017-08-29  [2017-11-15]. ISSN 0140-0460. （原始内容存档于2021-02-06）.
172. ↑  . BBC News.   [2017-11-15]. （原始内容存档于2020-08-12）.
173. ↑  Johnson, Boris. . The Telegraph. 2017-09-15  [2017-11-16]. ISSN 0307-1235. （原始内容存档于2018-01-29） （英国英语）.
174. ↑  editor, Anushka Asthana Political. . The Guardian. 2017-09-17  [2017-11-15]. ISSN 0261-3077. （原始内容存档于2021-02-06） （英国英语）.
175. 1 2  . BBC News. 2017-09-18  [2017-11-15]. （原始内容存档于2021-02-06） （英国英语）.
176. ↑  . BBC News. 2017-09-19  [2017-11-15]. （原始内容存档于2021-02-06） （英国英语）.
177. ↑  Hamish Macdonnell, Francis Elliott, Political Editor | Sam Coates |. . The Times. 2017-09-30  [2017-11-15]. ISSN 0140-0460. （原始内容存档于2021-02-06）.
178. ↑  . ITV News.   [2017-11-15]. （原始内容存档于2021-02-06） （英语）.
179. ↑  . Evening Standard.   [2017-11-15]. （原始内容存档于2021-02-06） （英国英语）.
180. ↑  Booth, Robert. . The Guardian. 2017-09-29  [2017-11-15]. ISSN 0261-3077. （原始内容存档于2021-02-06） （英国英语）.
181. ↑  . BBC News. 2017-10-04  [2017-11-15]. （原始内容存档于2021-02-06） （英国英语）.
182. ↑  . The Economist.   [2017-11-15]. （原始内容存档于2018-02-15） （英语）.
183. ↑  . The Economist.   [2017-11-15]. （原始内容存档于2018-05-15） （英语）.
184. ↑  . www.newstatesman.com.   [2017-11-15]. （原始内容存档于2021-02-06） （英语）.
185. ↑  . BBC News. 2017-11-06  [2017-11-16]. （原始内容存档于2021-02-06） （英国英语）.
186. ↑  Rawlinson, Kevin. . The Guardian. 2017-11-07  [2017-11-16]. ISSN 0261-3077. （原始内容存档于2021-02-06） （英国英语）.
187. ↑  . 2018-05-01  [2019-05-25]. （原始内容存档于2019-06-10）.
188. ↑  Wintour, Patrick. . The Guardian. 2018-05-09  [2019-05-25]. （原始内容存档于2021-02-06）.
189. ↑  .   [2019-05-25]. （原始内容存档于2019-06-20）.
190. ↑  Maidment, Jack. . The Daily Telegraph. 2018-02-28  [2019-05-25]. （原始内容存档于2020-04-06）.
191. ↑  . BBC News. 2018-03-27  [2018-03-27]. （原始内容存档于2021-02-06）.
192. ↑  Wintour, Patrick. . The Guardian. 2018-03-21  [2018-03-28]. （原始内容存档于2018-03-22）.
193. ↑  Osborne, Samuel. . The Independent. 2018-03-21  [2019-05-25]. （原始内容存档于2018-06-19）.
194. ↑  . The Daily Telegraph. 2018-06-23  [2018-06-24]. （原始内容存档于2021-02-06）.
195. ↑  . The Guardian. 2018-06-24  [2018-06-24]. （原始内容存档于2021-02-06）.
196. ↑  . The National. 2018-06-23  [2018-06-24]. （原始内容存档于2018-08-28）.
197. ↑  . BBC News. 2018-06-26  [2018-06-27]. （原始内容存档于2021-02-06）.
198. ↑  . BBC News. 2018-07-07  [2019-05-25]. （原始内容存档于2021-02-06）.
199. ↑  Stewart, Heather. . The Guardian (London). 2018-07-09  [2019-05-25]. （原始内容存档于2018-07-31）.
200. ↑  Stewart, Heather; Crerar, Pippa; Sabbagh, Dan. . The Guardian (London). 2018-07-09  [2019-05-25]. （原始内容存档于2018-08-31）.
201. ↑  . Twitter.   [2018-07-18]. （原始内容存档于2021-02-06）.[需要非第一手來源]
202. ↑  . BBC News. 2018-07-18  [2018-07-18]. （原始内容存档于2021-02-06）.
203. ↑   (PDF). 2018-08-08  [2019-05-25]. （原始内容存档 (PDF)于2018-08-09）.
204. ↑  . BBC News. 2018-08-09  [2018-08-09]. （原始内容存档于2021-02-06）.
205. ↑   (PDF). 2018-08-08  [2019-05-25]. （原始内容存档 (PDF)于2018-08-09）.
206. ↑  Johnson, Boris. . The Daily Telegraph. 2018-08-05  [2018-08-10]. （原始内容存档于2021-02-06）.
207. ↑  . BBC News. 2018-08-06  [2018-08-07]. （原始内容存档于2019-05-25）.
208. ↑  . BBC News. 2018-08-07  [2018-08-07]. （原始内容存档于2020-06-05）.
209. ↑  . BBC News. 2018-08-08  [2018-08-09]. （原始内容存档于2021-02-06）.
210. ↑  . The Independent.   [2018-08-09]. （原始内容存档于2021-02-06）.
211. ↑  . BT News. 2018-08-07  [2019-05-25]. （原始内容存档于2020-06-05）.
212. ↑  . Sky News. 2018-08-08  [2018-08-09]. （原始内容存档于2021-02-06）.
213. ↑  . BBC News. 2018-08-09  [2018-08-09]. （原始内容存档于2021-02-06）.
214. ↑  . Sky News.   [2018-12-21]. （原始内容存档于2021-02-06）.
215. ↑  Bienkov, Adam. . Business Insider.   [2018-12-08]. （原始内容存档于2019-06-09）.
216. ↑  Walker, Peter. . The Guardian. 2018-09-09  [2018-09-09]. （原始内容存档于2021-02-06）.
217. ↑  . The Independent.   [2018-09-09]. （原始内容存档于2021-02-06）.
218. ↑  Feder, J. Lester. . Buzzfeed News. 2018-07-25  [2019-05-25]. （原始内容存档于2021-02-06）.
219. ↑  Wright, Oliver. . The Times (London). 2018-07-26  [2019-05-25]. （原始内容存档于2021-02-06）.
220. ↑  .   [2019-09-21]. （原始内容存档于2019-10-15）.
221. ↑  .   [2019-09-21]. （原始内容存档于2019-09-14）.
222. ↑  聯合新聞網. . 轉角國際 udn Global.   [2019-11-19]. （原始内容存档于2021-02-06） （中文（臺灣））.
223. ↑  康玉斌. . 新浪网. 2020-03-27  [2020-03-27]. （原始内容存档于2021-02-06）.
224. ↑  . BBC News. 2020-03-27  [2020-03-27]. （原始内容存档于2020-04-15） （英国英语）.
225. ↑  . BBC News 中文. 2020-04-06  [2020-04-06]. （原始内容存档于2020-04-23） （中文（繁體））.
226. ↑  . BBC News. 2020-04-06  [2020-04-06]. （原始内容存档于2020-04-23） （英国英语）.
227. 1 2  Rawlinson, Kevin. . The Guardian. 2020-04-06  [2020-04-06]. （原始内容存档于2021-02-06）.
228. ↑  .   [2020-04-10]. （原始内容存档于2021-02-06）.
229. ↑  .   [2020-04-12]. （原始内容存档于2021-02-06）.
230. ↑  .   [2020-04-27]. （原始内容存档于2021-02-06）.
231. ↑  . 明報. 2020-05-03  [2020-05-04]. （原始内容存档于2021-02-06）.
232. ↑  . Bloomberg. 2020年5月3日  [2020年7月2日]. （原始内容存档于2020年5月4日）.
233. ↑  Pippa Crerar. . The Mirror. 2021-11-30  [2022-07-10]. （原始内容存档于2022-07-11）.
234. ↑  .   [2022-06-06]. （原始内容存档于2022-07-11）.
235. ↑  .   [2022-06-06]. （原始内容存档于2022-07-10）.
236. ↑  Jim Pickard. . Financial Times. 2022-07-06  [2022-07-10]. （原始内容存档于2022-07-10）.
237. ↑  BBC. . BBC News 中文 (BBC). BBC.   [2022-07-07]. （原始内容存档于2022-07-22） （中文（简体））.
238. ↑  . BBC News. 2022-07-01  [2022-07-07]. （原始内容存档于2022-07-08）.
239. ↑  Snowdon, Kathryn; Seddon, Paul. . BBC News. 2022-07-03  [2022-07-03]. （原始内容存档于2022-07-07）.
240. ↑  BBC. . BBC News (BBC). 2022-07-07  [2022-07-07]. （原始内容存档于2022-07-07）.
241. ↑  .   [2022-07-07]. （原始内容存档于2022-07-12）.
242. ↑  Nick Eardley. . BBC News. BBC.   [2022-07-07]. （原始内容存档于2022-07-09） （英国英语）.
243. ↑  BBC. . BBC News. BBC.   [2022-07-08]. （原始内容存档于2022-07-16） （英国英语）.
244. ↑  .   [2022-07-19]. （原始内容存档于2022-07-22）.
245. ↑  . The Times of Israel. 2020-07-01  [2020-07-02]. （原始内容存档于2020-07-02）.
246. ↑  . Jewish Telegraphic Agency. 2020-07-01  [2020-07-02]. （原始内容存档于2020-07-02）.
247. ↑  . The Guardian. 2020-07-01  [2020-07-02]. （原始内容存档于2020-07-01）.
248. ↑  . BBC News. 2020-07-01  [2020-07-02]. （原始内容存档于2020-07-01）.
249. ↑  . 中央社. 2022-10-21  [2022-10-24]. （原始内容存档于2022-12-01）.
250. ↑  . 中央社. 2022-10-24  [2022-10-24]. （原始内容存档于2022-12-01）.
251. ↑  Brogan, Benedict. . The Daily Telegraph (London). 2010-04-29  [2017-04-24]. （原始内容存档于2021-02-06）.
252. ↑  Parker, George. . Financial Times (London). 2014-12-21  [2017-04-24]. （原始内容存档于2014-12-27）.
253. 1 2  . Channel 4 News. 2012-10-09  [2017-04-24]. （原始内容存档于2015-03-18）.
254. ↑  Hill, Dave. . The Guardian (London). 2008-12-04  [2017-04-24]. （原始内容存档于2018-11-11）.
255. ↑  . The Economist (London). 2013-06-01  [2017-04-24]. （原始内容存档于2018-03-27）.
256. ↑  Eaton, George. . New Statesman (London). 2014-04-30  [2017-04-24]. （原始内容存档于2021-02-06）.
257. ↑  . NPR. 2016-05-03  [2017-04-24]. （原始内容存档于2021-02-06）.
258. ↑  . Financial Times. 2016-05-26.
259. ↑  . New York Times. 2016-06-30  [2017-04-24]. （原始内容存档于2019-10-22）.
260. ↑  . Politico. 2016-06-28  [2017-04-24]. （原始内容存档于2019-07-23）.
261. ↑  . New Statesman (London). 2007-09-06  [2010-07-07]. （原始内容存档于2007-12-05）.
262. ↑  Frost, Caroline. . The Huffington Post. 2013-04-03  [2016-01-29]. （原始内容存档于2018-12-11）.
263. ↑  Hill, Dave.  [扎克VS萨迪克：京尹之争]. Not specified: Double Q. 2016: 31. ISBN 978-1-911079-20-0.
264. ↑  . The Economist (London). 2012-11-10  [2012-12-25]. （原始内容存档于2012-11-13）.
265. ↑  . Oxford Mail. 2007-06-04  [2012-10-08]. （原始内容存档于2018-12-11）.
266. ↑  . The Daily Telegraph (London). 2008-04-24  [2012-10-08]. （原始内容存档于2021-02-06）.
267. ↑  Olson, Donald. . John Wiley & Sons. 2010: 21  [2016-02-21]. （原始内容存档于2021-02-06）.
268. ↑  Stone, Madeline. . Business Insider UK. 2015-11-04  [2016-02-21]. （原始内容存档于2018-10-04）.
269. ↑  Kirkup, James. . The Telegraph. 2015-01-07  [2017-04-24]. （原始内容存档于2021-02-06）.
270. ↑  . Politico. 2016-05-24  [2017-04-24]. （原始内容存档于2021-02-06）.
271. ↑  . The Guardian. 2016-06-29  [2017-04-24]. （原始内容存档于2021-02-06）.
272. ↑  . Newsweek. 2016-03-23  [2017-04-24]. （原始内容存档于2021-02-06）.
273. ↑  Wright, Oliver. . The Independent (London). 2016-06-02  [2017-04-24]. （原始内容存档于2020-08-24）.
274. ↑  . The Daily Telegraph. 2016-05-30  [2017-04-24]. （原始内容存档于2021-02-06）.
275. ↑  . Politico. 2016-05-26  [2017-04-24]. （原始内容存档于2021-02-06）.
276. ↑  . The Daily Telegraph. 2016-03-21  [2017-04-24]. （原始内容存档于2021-02-06）.
277. ↑  . CNBC. 2016-06-05  [2017-04-24]. （原始内容存档于2021-02-06）.
278. ↑  Clapham, Andrew (1993). "Human Rights in the Private Sphere". OUP. p. 186.
279. ↑  Byrnes, Sholto. . New Statesman (London). 2008-03-27  [2017-04-24]. （原始内容存档于2008-04-03）.
280. ↑  . PricewaterhouseCoopers. 2009-01-15  [2013-05-21]. （原始内容存档于2010-03-22）.
281. ↑  Bates, Stephen. . The Guardian (London). 2008-05-14  [2017-04-24]. （原始内容存档于2021-02-06）.
282. ↑  .   [2017-04-24]. （原始内容存档于2016-05-17）.
283. ↑  Doward, Jamie. . The Observer (London). 2004-08-29  [2010-07-07]. （原始内容存档于2008-07-24）.
284. ↑  . BackBoris.com. 2008-04-06  [2008-05-03]. （原始内容存档于2008-04-13）.
285. ↑  Wheeler, Brian. . BBC News. 2008-05-04  [2008-05-13]. （原始内容存档于2008-05-06）.
286. ↑  . The Daily Telegraph (London). 2013-05-21  [2016-03-06]. （原始内容存档于2021-02-06）.
287. ↑  Halliday, Josh. . The Guardian. 2013-05-21  [2016-05-07]. （原始内容存档于2021-02-06）.
288. ↑  Pitel, Laura. . The Times (London). 2013-05-22  [2016-05-07]. （原始内容存档于2017-02-07）.
289. ↑  .   [2019-10-19]. （原始内容存档于2021-02-02）.
290. ↑  Coronavirus: Now pregnant Carrie Symonds has Covid-19, and PM Boris Johnson is still sick （页面存档备份，存于）.TheTimes.2020-04-05.[2020-04-07].
291. ↑  .   [2020-04-29]. （原始内容存档于2021-02-06）.
292. ↑  . The Sun. 2020-05-02  [2020-05-05]. （原始内容存档于2021-02-06）.
293. ↑  “Boris Johnson and Carrie Symonds name baby son Wilfred Lawrie Nicholas” （页面存档备份，存于） BBC [02-05-2020]
294. ↑  .   [2021-05-30]. （原始内容存档于2021-05-31）.
295. ↑  . 大公网. 2023-10-31  [2023-11-01]. （原始内容存档于2023-11-01） （中文）.
296. ↑  . The Irish Times. 2010-07-22  [2019-07-26]. （原始内容存档于2020-02-29）.
297. ↑  Watt, Holly. . The Daily Telegraph (London). 2014-11-20  [2014-11-21]. （原始内容存档于2021-02-06）.
298. ↑  Siddique, Haroon. . The Guardian (London). 2014-11-20  [2014-11-21]. （原始内容存档于2021-02-06）.
299. ↑  . BBC News. 2015-01-22  [2015-02-15]. （原始内容存档于2021-02-06）.
300. ↑  . The Sunday Times (London). 2015-02-15  [2015-02-15]. （原始内容存档于2017-02-16）.
301. ↑   [The Mayor of London is going to give up his US citizenship]. RIA Novosti. 2015-02-15  [2015-02-15]. （原始内容存档于2018-07-09） （俄语）.
302. ↑  . The Guardian. 2017-02-08  [2017-02-09]. （原始内容存档于2019-07-22）.
303. 1 2 3 4 5 6 7  . www.bbc.co.uk/whodoyouthinkyouare. Who Do You Think You Are?.   [2016-07-16]. （原始内容存档于2021-01-02）.
304. ↑  . www.bbc.co.uk/whodoyouthinkyouare. Who Do You Think You Are?.   [2016-07-16]. （原始内容存档于2020-11-12）.
305. ↑  . RFI - 法国国际广播电台. 2022-08-24. （原始内容存档于2022-09-03） （中文（简体））.
306. ↑  . CNN.   [2022-08-25]. （原始内容存档于2022-10-30） （英语）.
307. ↑  . The Daily Telegraph. 2022  [2022-07-03]. （原始内容存档于2022-07-12）.

## 相关书籍
- Johnson's Column (Continuum International – Academi) ISBN 0-8264-6855-1
- Friends, Voters, Countrymen (HarperCollins, 2001) ISBN 0-00-711913-5
- Lend Me Your Ears (HarperCollins, 2003) ISBN 0-00-717224-9
- Seventy-Two Virgins (HarperCollins, 2004) ISBN 0-00-719590-7
- Aspire Ever Higher / University Policy for the 21st century (Politeia, 2006)
- The Dream of Rome (HarperCollins, 2006) ISBN 0-00-722441-9
- Have I Got Views For You (HarperPerennial, 2006) ISBN 0-00-724220-4
- Life in the Fast Lane: The Johnson Guide to Cars (HarperPerennial, 2007) ISBN 0-00-726020-2
- The Perils of the Pushy Parents: A Cautionary Tale (HarperPress 2007) ISBN 0-00-726339-2
- Johnson's Life of London (HarperPress 2011) ISBN 0-00-741893-0
- The Churchill Factor (Hodder & Stoughton 2014) ISBN 978-1-44-478302-5

## 深入阅读
- Iain Dale. The Little Book of Boris.《鲍里斯·约翰逊小史》 (Harriman House Ltd., 2007) ISBN 978-1-905641-64-2
- A. Vasudevan. The Thinking Man's Idiot: The Wit and Wisdom of Boris Johnson  (New Holland Publishers (UK) Ltd., 2008) ISBN 978-1-84773-359-7